# Renacimiento lombardo

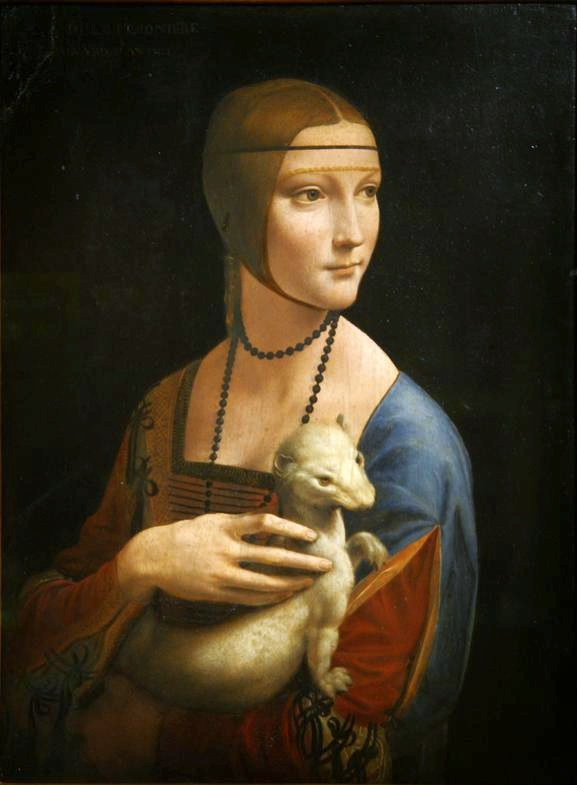
Léonard de Vinci, La dama del armiño (1488-1490).

El Renacimiento lombardo se refiere a Milán y a los territorios sujetos a él. La transición del período gótico internacional lombardo hacia el nuevo mundo humanista se produjo con la transferencia del poder de los Visconti a los Sforza a mediados del siglo XV. En la segunda mitad del siglo, la historia artística lombarda se desarrolló sin enfrentamientos con influencias a su vez florentinas, ferraresas y paduanas, sin olvidar las referencias a la cultura anterior. Con la llegada de Bramante en 1479 y de Leonardo da Vinci en 1482, Milán alcanzó alturas artísticas en el panorama italiano y europeo, demostrando la posibilidad de convivencia entre las vanguardias artísticas y el sustrato gótico.

## Los Visconti

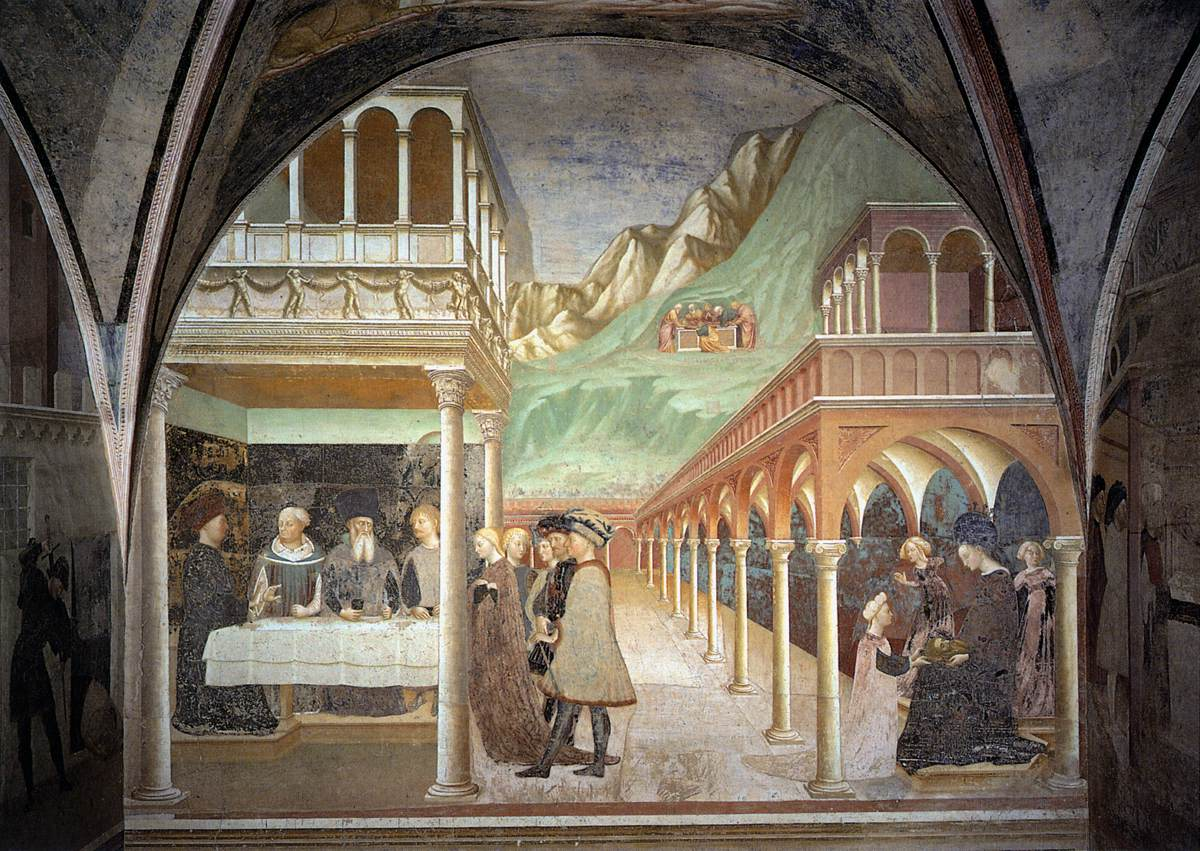
Masolino, El festín de Herodes, Castiglione Olona.

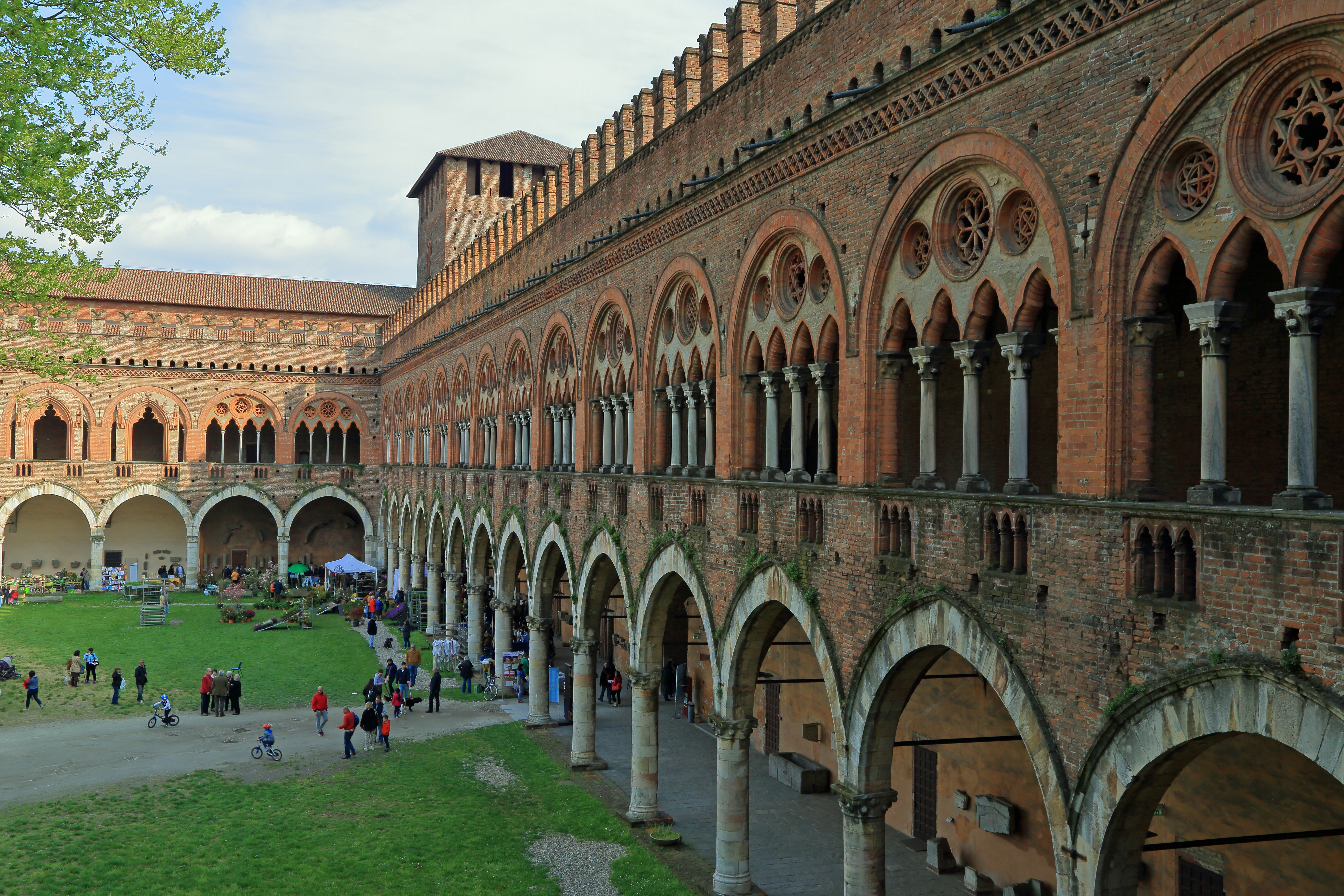
Patio del castillo Visconteo de Pavía (1360-1365)

En la primera mitad del siglo XV, Milán y la Lombardía constituían la región italiana donde el estilo gótico internacional tuvo mayor éxito, tanto que en Europa la expresión «obra de Lombardía» era sinónimo de un objeto de fabricación preciosa, en referencia principalmente a las miniaturas y la orfebrería que eran la manifestación de un gusto exquisito, cortés, elitista y refinado. Tras el matrimonio de Galeazzo II Visconti (r. 1349-1378) con la hermana de Amadeo VI de Saboya, la cultura caballeresca francesa e inglesa llegó a Lombardía. El matrimonio de sus hijos con miembros de las familias reales inglesa y francesa dejó su huella en la ideología y la cultura de la corte. El gran castillo Visconteo, que había hecho construir en Pavía, estaba decorado al estilo de un castillo francés, aunque era un edificio fortificado imponente. Gian Galeazzo Visconti (r. 1378-1402), que le sucedió, hizo construir la gran cartuja de Pavía que debía contener su mausoleo. El espíritu de la corte alcanzó hasta las celdas de los monjes transformadas en pequeñas casas de «cortesanos» con logias.
Los contactos con las vanguardias artísticas toscana y flamenca eran bastante frecuentes, gracias a una red particularmente bien organizada de relaciones comerciales y dinásticas. Obreros franceses, borgoñones, alemanes e italianos trabajaban en las obras de construcción de la catedral de Milán, iniciadas en 1386, donde desarrollaron un estilo internacional, particularmente en la fábrica de esculturas, elemento esencial en la realización del impresionante conjunto decorativo de la catedral.
Ya alrededor de 1435, Masolino da Panicale trabajaba en Castiglione Olona, cerca de Varese, revelando ciertas innovaciones en el uso de la perspectiva, pero mitigadas por una consideración de la cultura figurativa local que dificultaba la comprensión del nuevo mensaje.

## Francesco Sforza (r. 1450-1466)

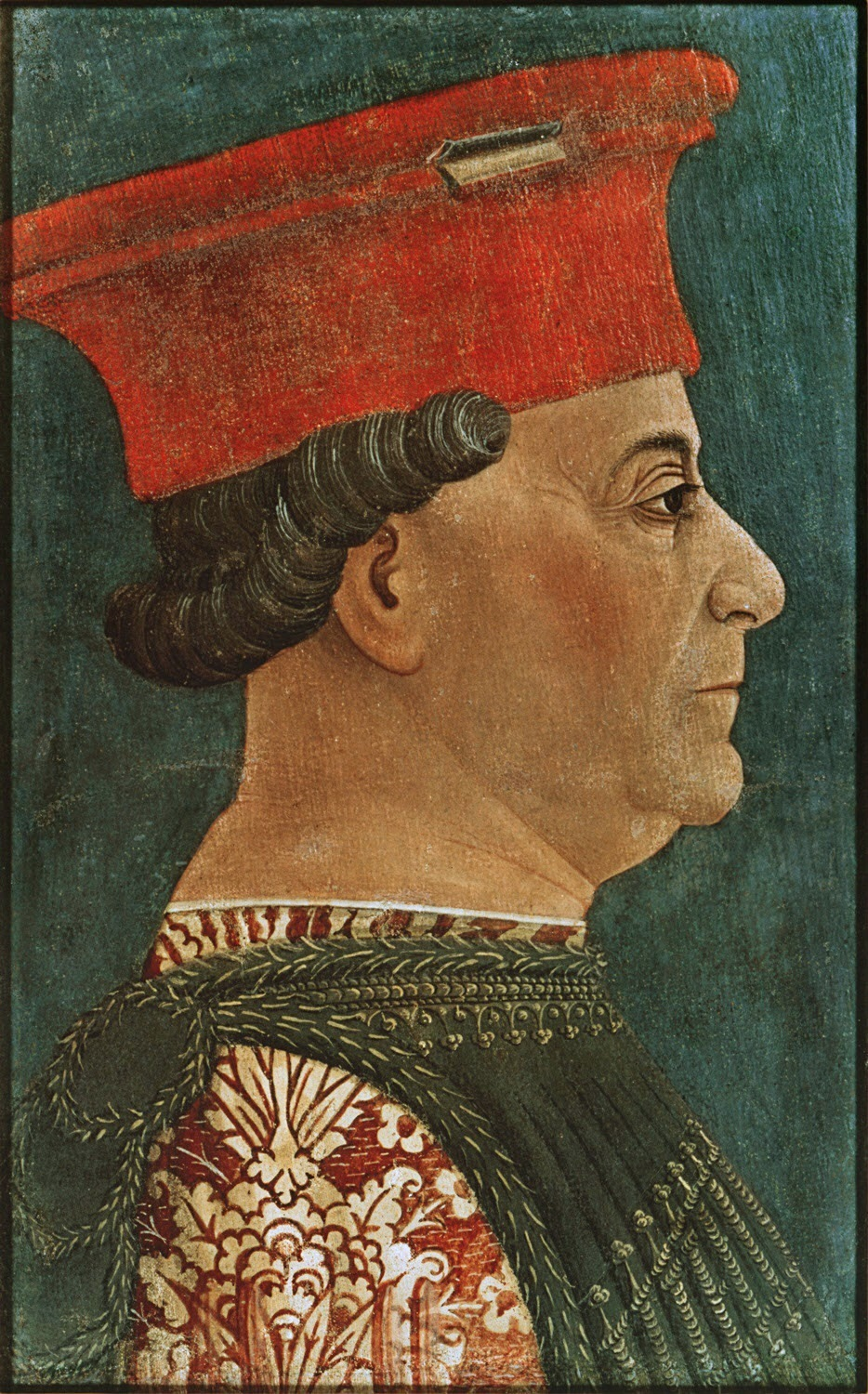
Bonifacio Bembo, Retrato de Francesco Sforza, Pinacoteca de Brera, Milán

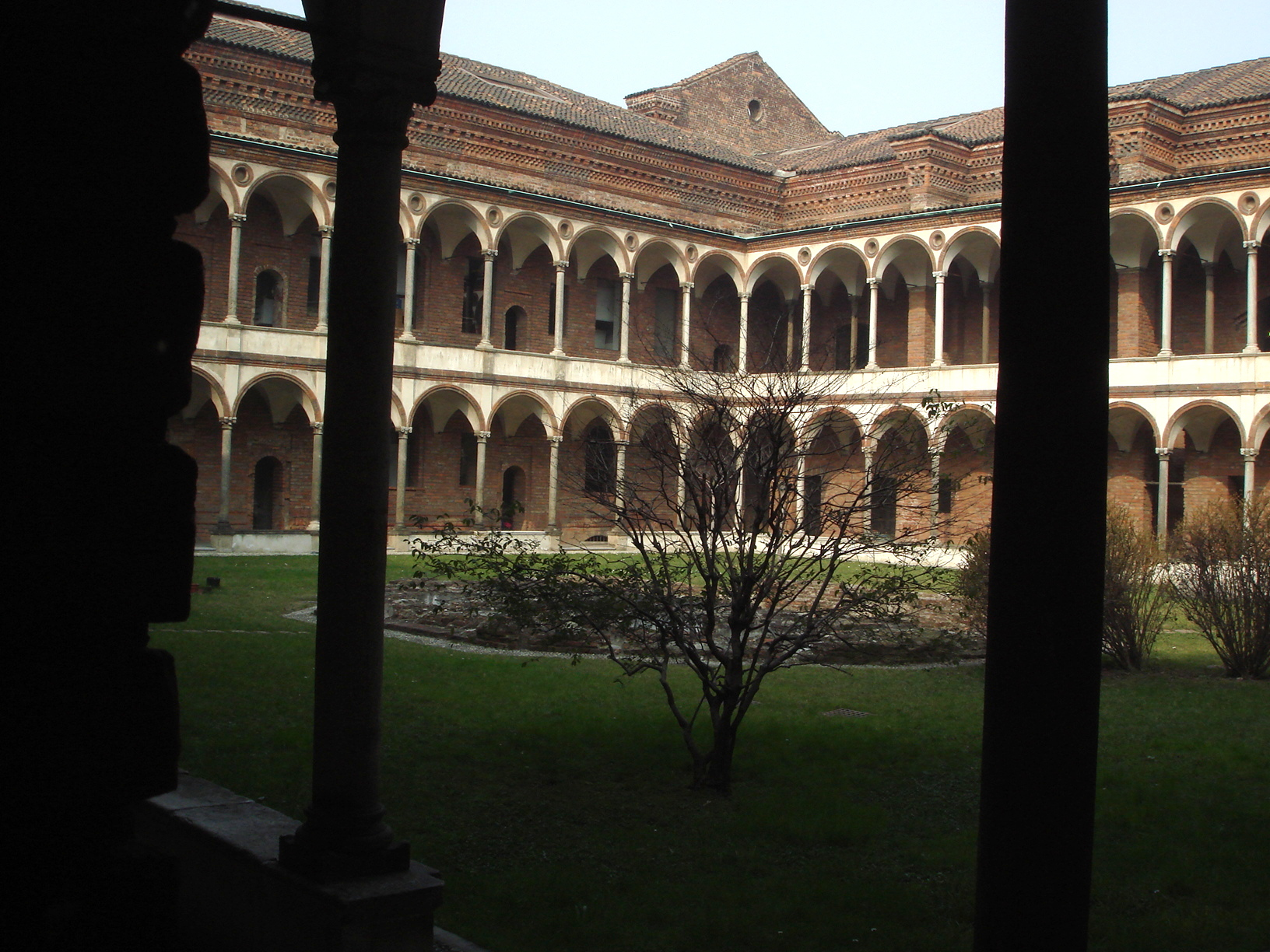
El claustro de los baños termales del antiguo Ospedale Maggiore de Milán

Después de la tentativa utópica de revivir las instituciones municipales a la muerte de Filippo Maria Visconti (r. 1412-1447) con la República Ambrosiana (1447-1450), la transmisión del poder a los Sforza, con Francesco (r. 1450-1466), esposo desde 1441 de Bianca Maria Visconti, la heredera de Filippo Maria se asemejó casi a una sucesión legítima, sin una clara ruptura con el pasado.
También en el campo artístico, Francesco y la mayoría de sus descendientes compartían el gusto por los fastos de los Visconti: muchos «artistas Visconti» fueron objeto de encargos, como Bonifacio Bembo. A pesar de ello, la alianza con Florencia y los repetidos contactos con Padua y Ferrara favorecieron una penetración del espíritu del Renacimiento, en particular a través del intercambio de iluminadores.

### Arquitectura
Para consolidar su poder, cerrar el paréntesis republicano y restaurar una autoridad burlada, Francesco reconstruyó inmediatamente el castillo de Porta Giovia, la residencia milanesa de los Visconti, destruida por los insurgentes de 1448. Era príncipe ante su pueblo y ante Dios, y porque que era un príncipe, su residencia debía hablar el lenguaje impresionante del poder de coerción. La ciudadela debía imponerse por su sola presencia en los márgenes de la ciudad.
En arquitectura, su compromiso más significativo siguió siendo el de la catedral, mientras que los edificios de los Solari siguieron recurriendo a la tradición gótica o incluso al románico lombardo. Con el fin de ganarse a sus súbditos para su causa, también encargó para ellos obras destinadas a revelar su interés por su bienestar espiritual, social y económico.
Para marcar su legitimidad y su piedad, hizo construir un nuevo claustro en la cartuja de Pavía y confirmó los privilegios históricos de los monjes. La cartuja fue significativa de una colaboración triunfante y continua entre el duque y la Iglesia.

#### Filarete

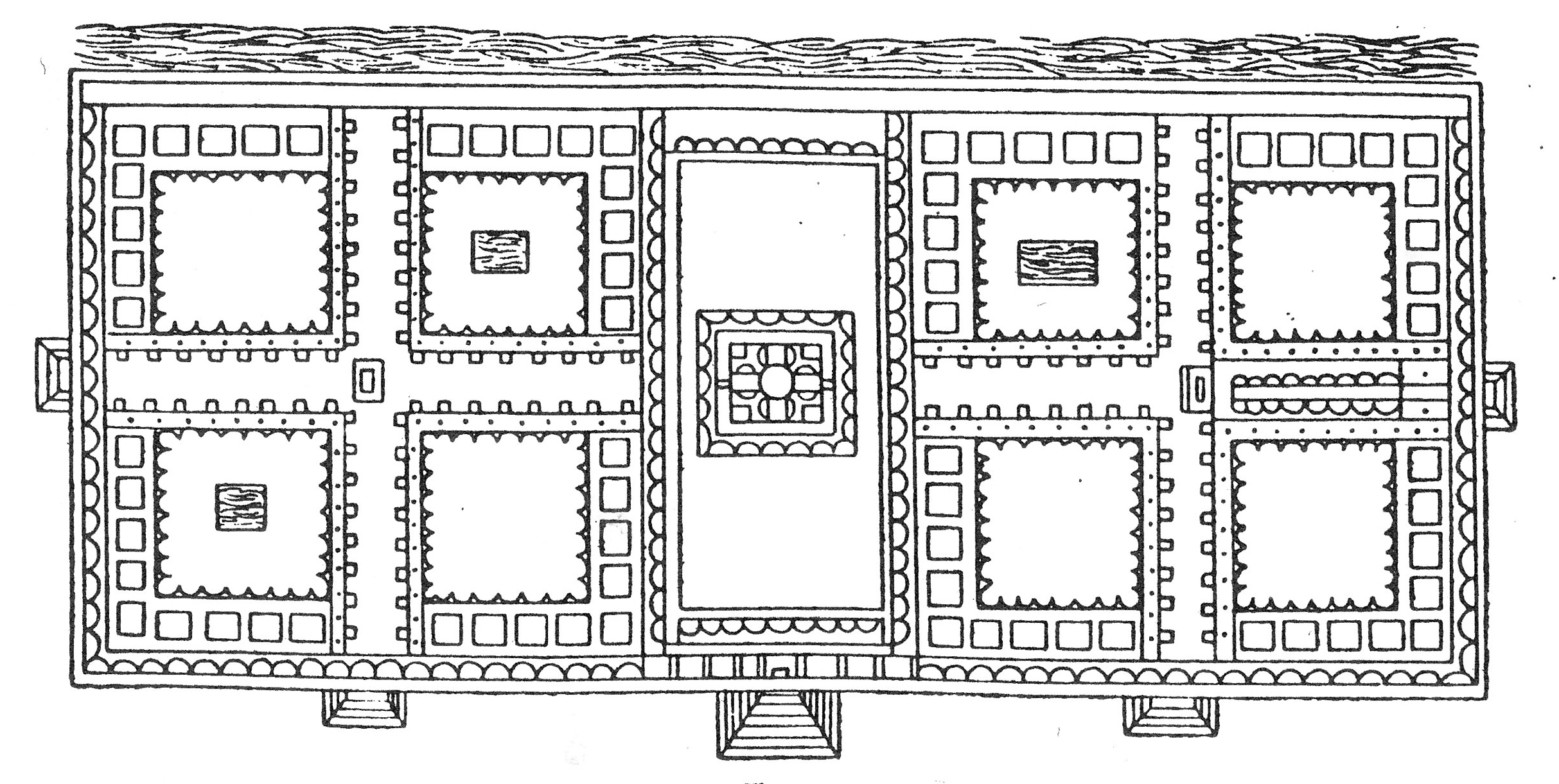
Planta del Ospedale Maggiore de Filarete

El florentino Filarete, que residió en Milán desde 1451, fue el primer artista renacentista importante que se quedó allí. Recomendado por Pedro I de Medici, se le encomendaron importantes encargos gracias a su estilo compuesto que conquistó la corte de los Sforza. Era partidario de las líneas sencillas, pero no rechazaba cierta riqueza decorativa, no aplicando con rigor la «gramática de los órdenes» de Brunelleschi. Fue el responsable de la construcción de la torre del castillo, de la catedral de Bérgamo y del Ospedale Maggiore.
Apoyado por el canciller ducal Cicco Simonetta y por los humanistas presentes en la corte, Filarete animó a Francesco Sforza a abandonar el estilo gótico «moderno» en favor de la lengua antigua preconizada por los maestros florentinos. Se topó con la oposición de los artesanos locales y no logró imponer la desmilitarización simbólica del Castello: los canteros rechazaron las guirnaldas all'antica en mármol que debían adornar la fachada del reconstruido castillo de los Sforza porque eran costosas, lentas de ejecutar y no resistentes a la intemperie. Sin embargo, en la década de 1490, los artistas lombardos acumularon un verdadero repertorio de formas y motivos clasicistas, tomados esencialmente de las medallas y placas all'antica que tanto gustaban a la élite reinante. Los proyectos y los moldes decorativos de este tipo sirvieron como moneda de cambio artístico, circulando libremente entre los grandes talleres del norte de Italia.
El proyecto del Ospedale Maggiore de Milán está ligado al deseo del nuevo príncipe de promover su propia imagen. El proyecto original se basaba en una división funcional de espacios y en una planta regular. Sin embargo, el edificio no se integró en el tejido urbano que lo rodea debido a su sobredimensionamiento. La planta del hospital era rectangular, con un patio central que lo dividía en dos zonas cada una atravesada por dos brazos ortogonales que dibujaban ocho amplios patios. La sucesión de arcos en los patios representaba una cierta pureza rítmica (siguiendo en esto las reglas de Brunelleschi), que se contrarrestaba sin embargo con la exuberancia de las decoraciones de terracota, en gran parte de herencia lombarda y típicas del arte milanés.
La planta del hospital es rectangular, un patio central lo divide en dos zonas, cada una atravesada por dos brazos internos ortogonales que forman ocho amplios patios. Luego, el mismo plan será retomado, nuevamente en los mismos años, por edificios similares en Lombardía, como el hospital San Matteo en Pavía (ahora parte de la Universidad de Pavía). La pureza rítmica de la sucesión de arcos de medio punto de los patios, derivada de la lección de Brunelleschi, se ve contrarrestada por una exuberancia de las decoraciones de terracota (aunque en gran parte se deben a los sucesores lombardos).

#### La capilla Portinari

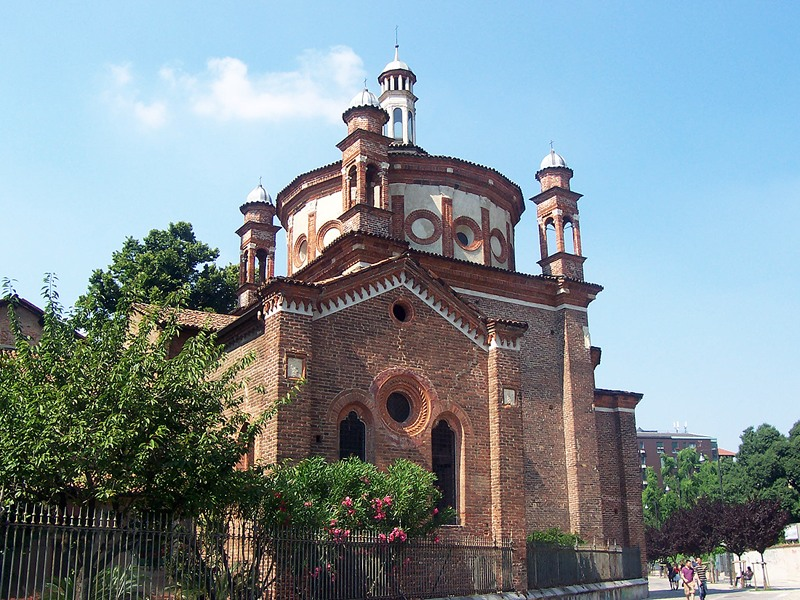
Exterior de la capilla Portinari

La aparición en la ciudad de edificios renacentistas más elaborados siguió con los encargos de Pigello Portinari, un banquero que trabajaba en nombre de los Médicis en su sucursal de Milán. Además de la construcción de una sede del Banco Medici, ahora perdida, Pigello hizo construir una capilla funeraria familiar en la basílica de San Eustorgio que lleva su nombre, la capilla Portinari, y donde se encuentra la reliquia de la cabeza de san Pedro Mártir.
El edificio está inspirado en la Sacristía Vieja de Brunelleschi en San Lorenzo en Florencia, con una sala cuadrada que comprende un ábside que está cubierto por una cúpula de dieciséis ojivas. Algunos detalles de la decoración también se inspiran en el modelo florentino, como el friso de los querubines o los tondi de los panaches de la cúpula, pero otros se apartan de él, mostrando un origen lombardo, como la linterna que protege la cúpula, la decoración en terracota, la presencia de ventanas con parteluces apuntados o la exuberante decoración. El interior en particular se desvía del modelo florentino por la riqueza de las decoraciones, como la superposición de la cúpula en colores degradados, el friso con ángeles en su tambor y los numerosos frescos de Vincenzo Foppaen la parte superior de los muros.

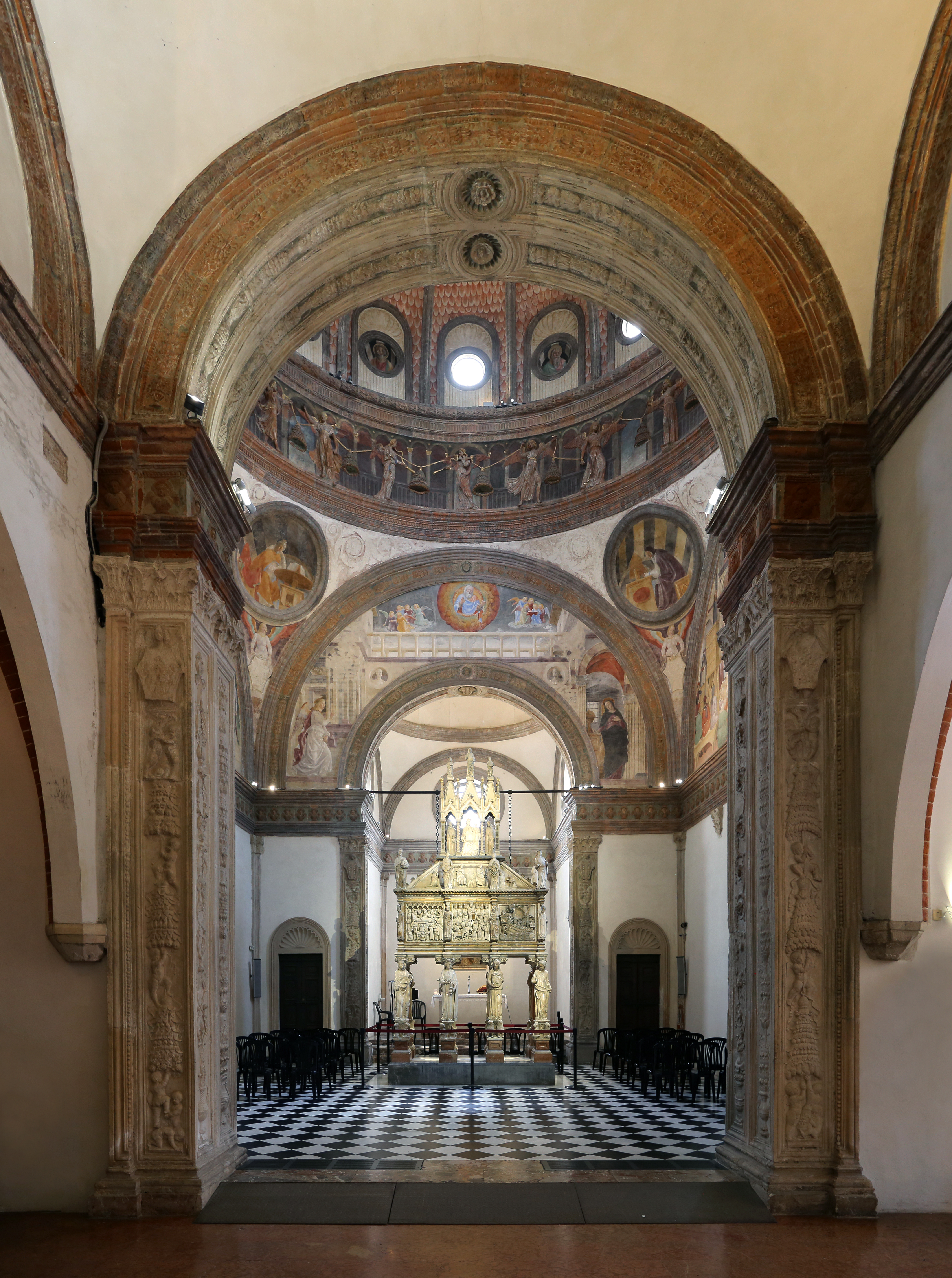
Capilla Portinari, interior.
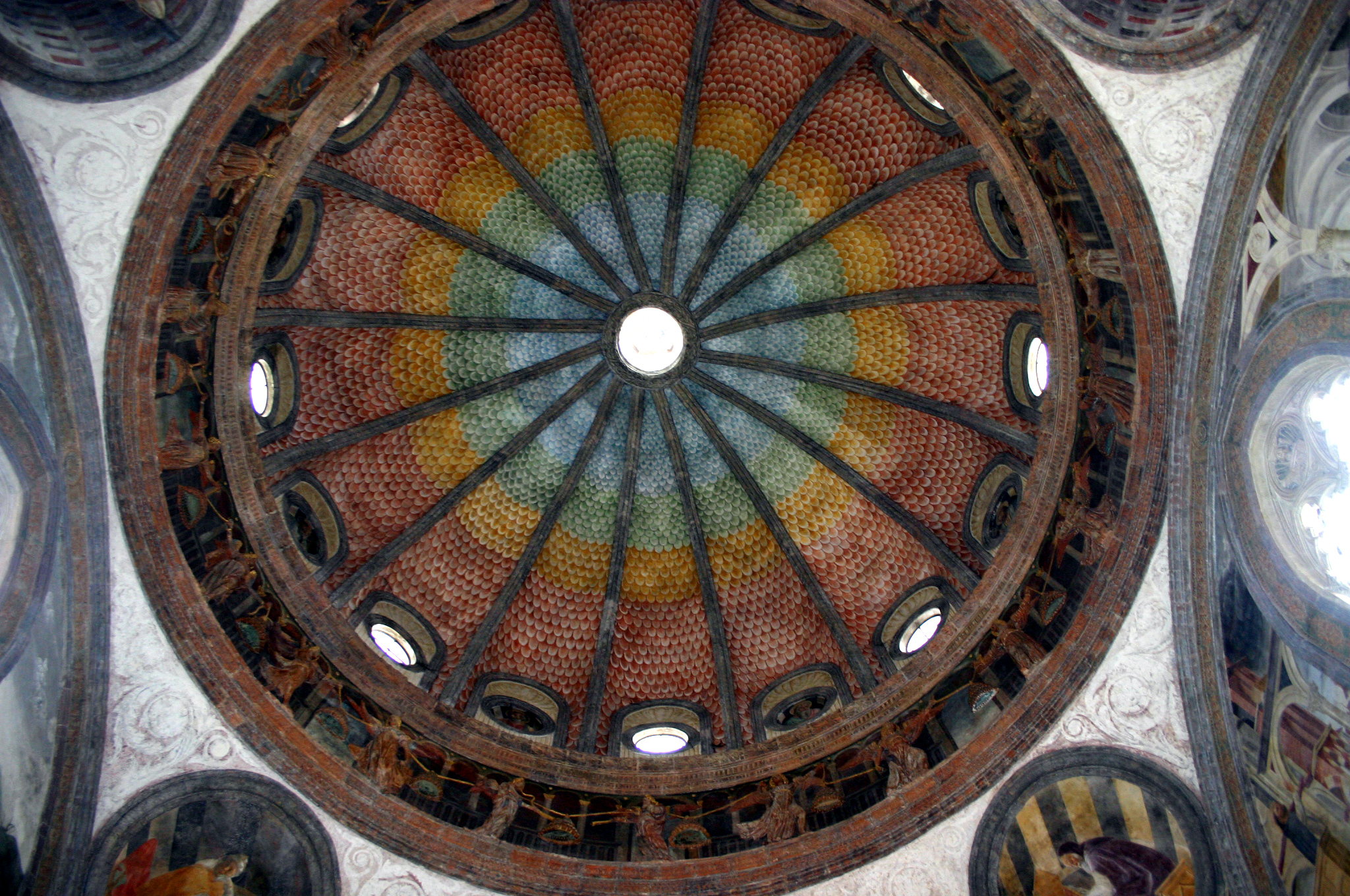
Capilla Portinari, la cúpula
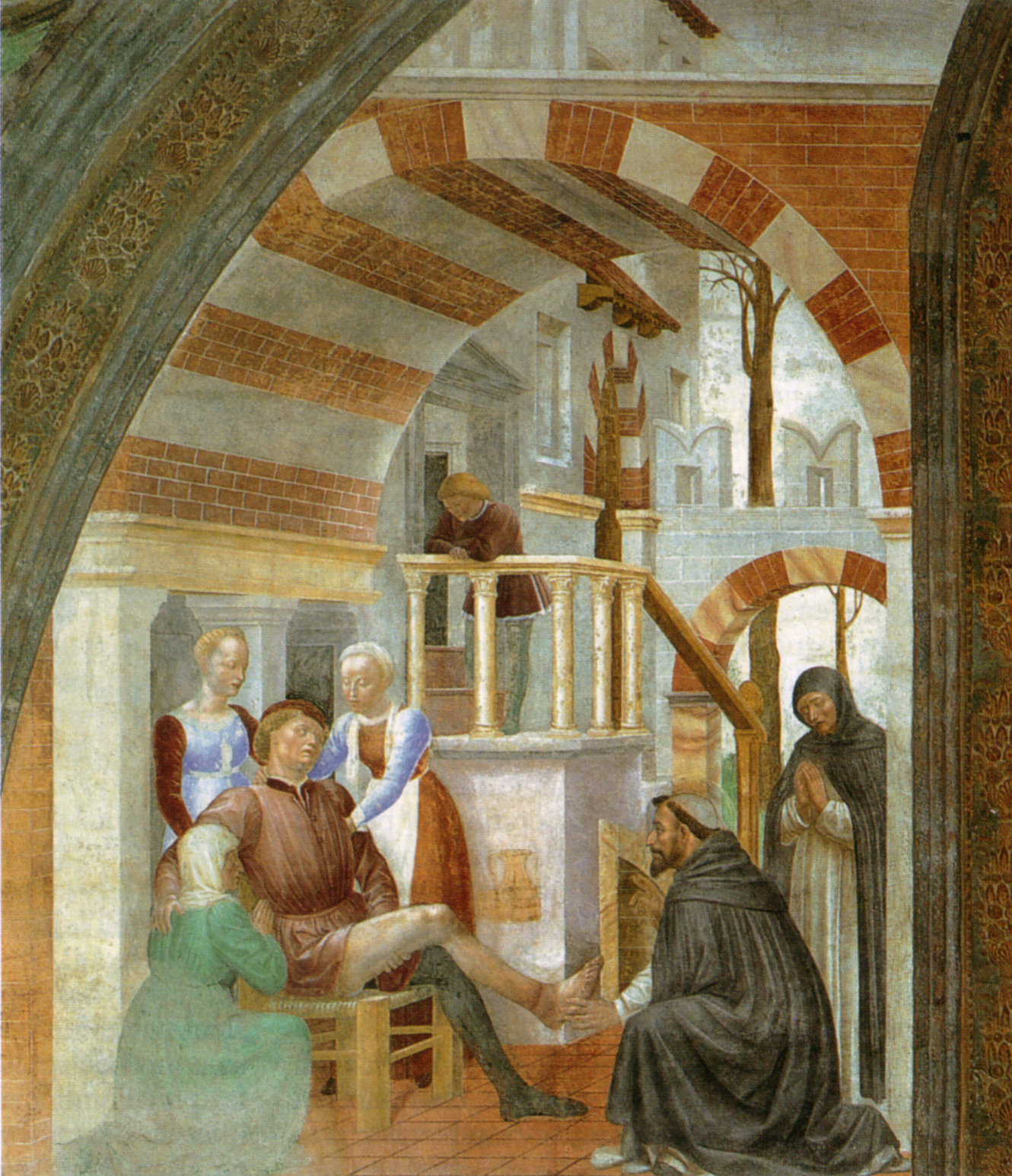
Milagro de Narni, capilla Portinari, obra de Vincenzo Foppa

### Urbanismo

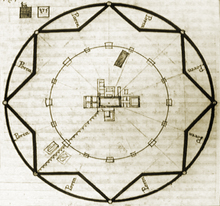
Mapa de Sforzinda

Las investigaciones en urbanismo de Francesco Sforza no dieron como resultado logros significativos, pero sin embargo produjeron un proyecto de ciudad ideal singular, «Sforzinda», la primera ciudad ideal en ser teorizada. La ciudad fue descrita por Filarete en su Tratado de arquitectura y se caracteriza por una concepción intelectual que se desentiende de las ideas que la precedieron y que son descritas por Leon Battista Alberti y otros arquitectos, especialmente en el contexto del Renacimiento en Urbino. Presenta un marco más práctico y empírico con una planta en estrella que incorpora símbolos cósmicos. Incluye edificios agregados sin organización ni lógica, tanto que ni siquiera se conectan por una red vial.

### Pintura

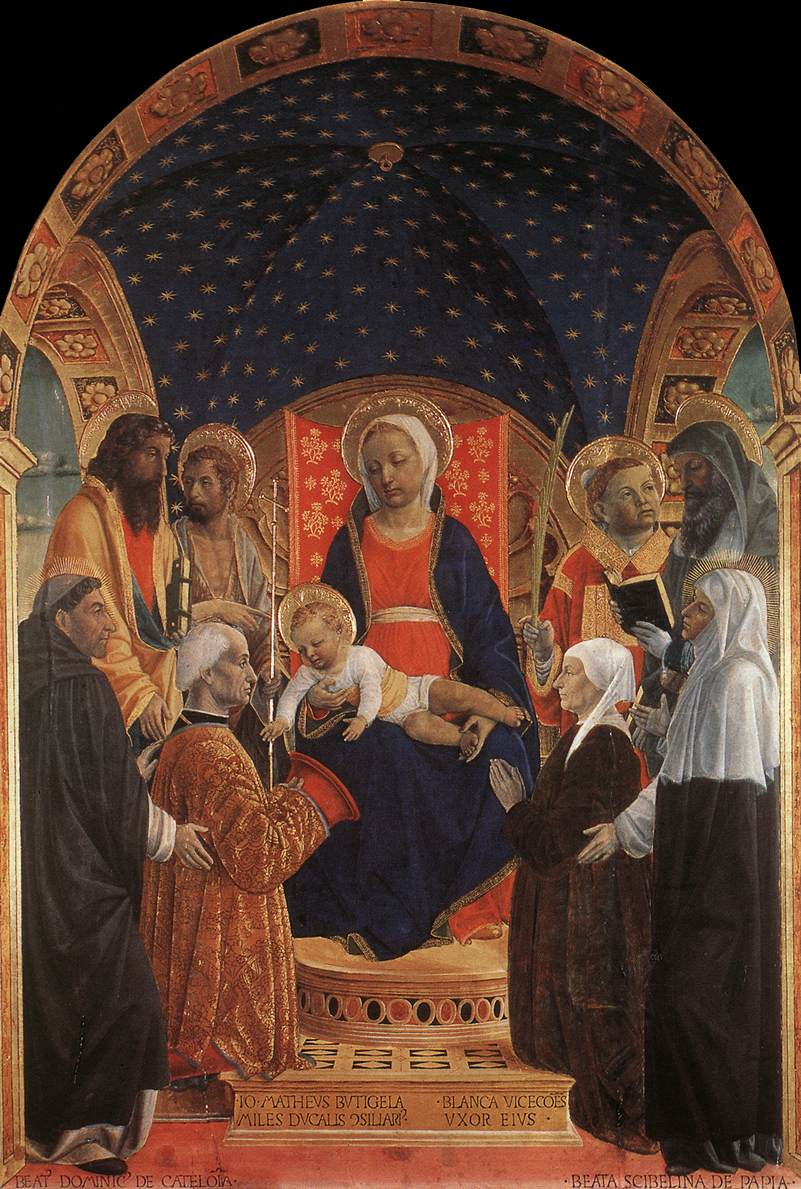
Vincenzo Foppa, Retablo Bottigella, Museos Cívicos de Pavía

Una de las empresas pictóricas más importantes del señorío de Francesco Sforza fue la capilla Portinari, que fue decorada con frescos en la parte superior de sus paredes de Vincenzo Foppa que datan entre 1464 y 1468. La decoración comprende cuatro tondi con Doctores de la Iglesia en las pechinas, ocho Bstos de santos en los óculos dispuestos en la base de la cúpula, cuatro Historias de San Pedro mártir en las paredes laterales y dos grandes frescos en los arcos que representan una Anunciación y una Asunción de la Virgen.
El pintor prestó especial atención a la arquitectura del edificio, buscando dar la ilusión de una integración entre el espacio real y el espacio pintado. Las cuatro escenas de las historias del santo tienen un punto de fuga común situado en el exterior, en el centro del muro, sobre la columna de la ventana central con parteluz, a la altura de los ojos de los personajes, siguiendo así los preceptos de Leon Battista Alberti. Sin embargo, estas escenas se diferencian de la perspectiva geométrica clásica por una atmósfera de una sensibilidad original en la que los contornos y la rigidez geométrica se suavizan: es de hecho la luz la que hace que la escena sea humanamente real. Además, prevalece el gusto por la narración sencilla, pero eficaz y comprensible, que se desarrolla en lugares realistas con personajes que recuerdan a la vida cotidiana, de acuerdo con las preferencias dominicas por la narración didáctica.
Foppa fue el fundador de la escuela milanesa en la que jugó un papel central hasta la llegada de Leonardo da Vinci. El ciclo de la capilla Portinari constituye una etapa esencial en la formación del estilo milanés. El impacto y el rigor de las arquitecturas pintadas marcaron el impacto de las preocupaciones «matemáticas» contemporáneas.
En obras posteriores, Foppa utilizó más o menos la perspectiva, y siempre de forma secundaria frente a otros elementos como en el Retablo Bottigella (1480-1484) conservado en  Museos Cívicos de Pavía, que tiene una disposición espacial inspirada en Bramante, pero estaba saturada de personajes. El pintor enfatizó allí la representación humana y la refracción de la luz sobre diversos materiales. Esta atención a la verdad óptica, desprovista de intelectualismo, es una de las características típicas de la pintura lombarda tardía, que también utilizó Leonardo da Vinci.

## Galeazzo Maria Sforza (r. 1466-1476)

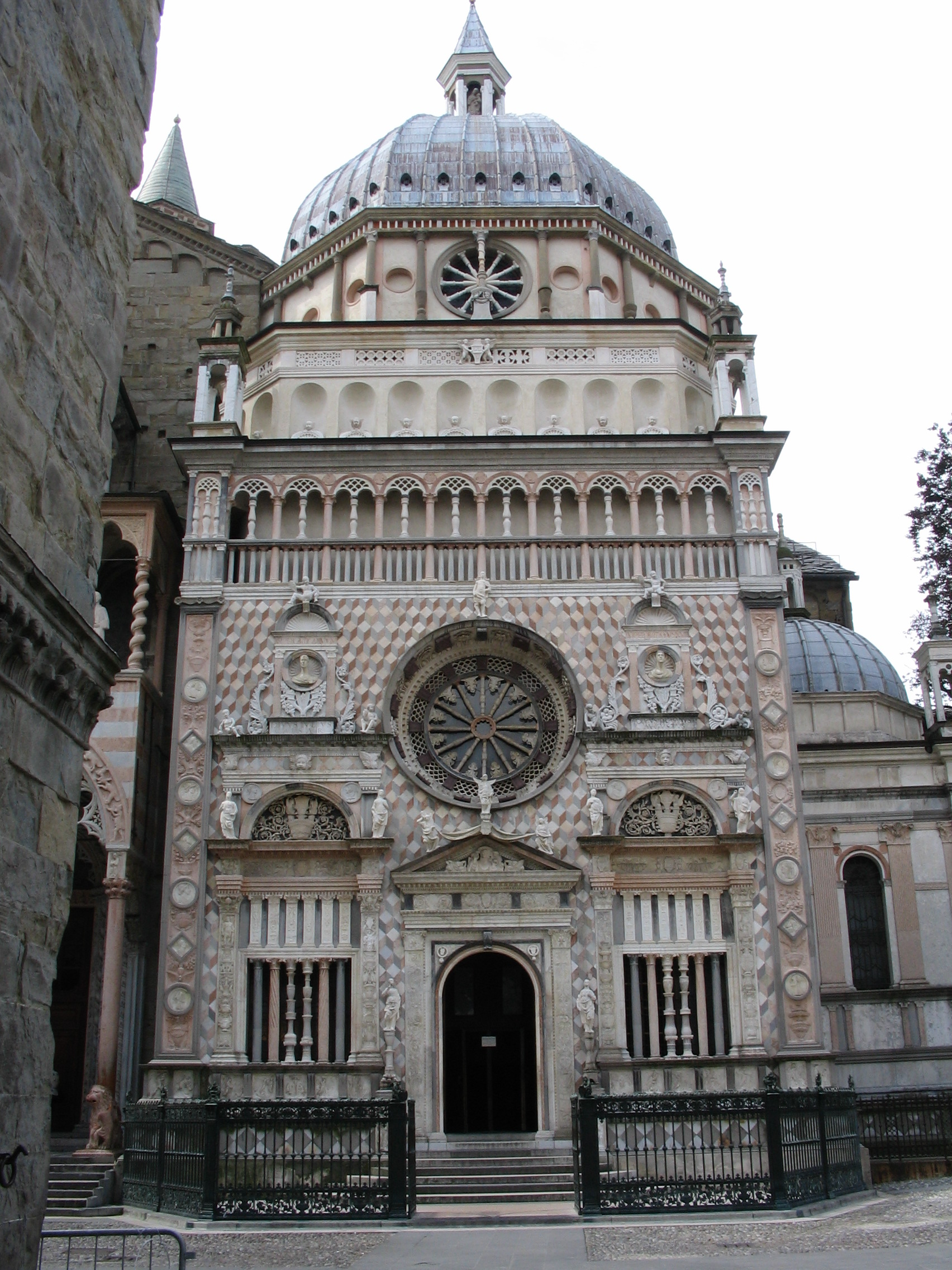
Capilla Colleoni (1470-1476), Bérgamo

Galeazzo María Sforza (r. 1466-1476) se sintió atraído sin duda por la suntuosidad del gótico, y sus encargos parecen impulsados por el deseo de hacer mucho y hacerlo rápidamente. No pareció interesado en estimular la producción figurativa original y moderna y le resultaba más fácil inspirarse en el pasado. Para satisfacer las numerosas demandas de la corte, se formaron grupos de artistas, grandes y heterogéneos, como los que decoraron la capilla ducal del castillo de los Sforza, dirigida por Bonifacio Bembo. En los frescos, datables en 1473, a pesar de algunas sobrias referencias a novedades figurativas (como en la espacialidad de La Anunciación o en la decoración plástica de los santos), subsiste un fondo arcaico en pastilla dorada. Los artistas que trabajaron para Galeazzo Maria Sforza nunca fueron «interlocutores» para su cliente, sino dóciles ejecutores de sus deseos.

El castillo de Pavía se convirtió en la residencia favorita del duque y de su corte. Galeazzo Maria hizo allí importantes trabajos de reforma, con frescos y una sala de los espejos, una gran sala ceremonial situada al lado del tesoro ducal. Su suelo en mosaico se complementó con un techo de vidrieras pintadas con figuras doradas, animales y vegetación. El duque era consciente del poder sensual y seductor de esta «magnificencia» sobre los hombres y mujeres de su corte, así como de su poderosa atracción para los príncipes y embajadores visitantes.

### Arquitectura
Las obras más importantes de la época llevaron a cubrir la arquitectura renacentista con una decoración exuberante, como ya había sucedido con el Ospedale Maggiore, con un crescendo que alcanzó su primer punto culminante con la capilla Colleoni de Bérgamo (1470-1476) y un segundo con la fachada de la cartuja de Pavía (de 1491), ambas de Giovanni Antonio Amadeo.

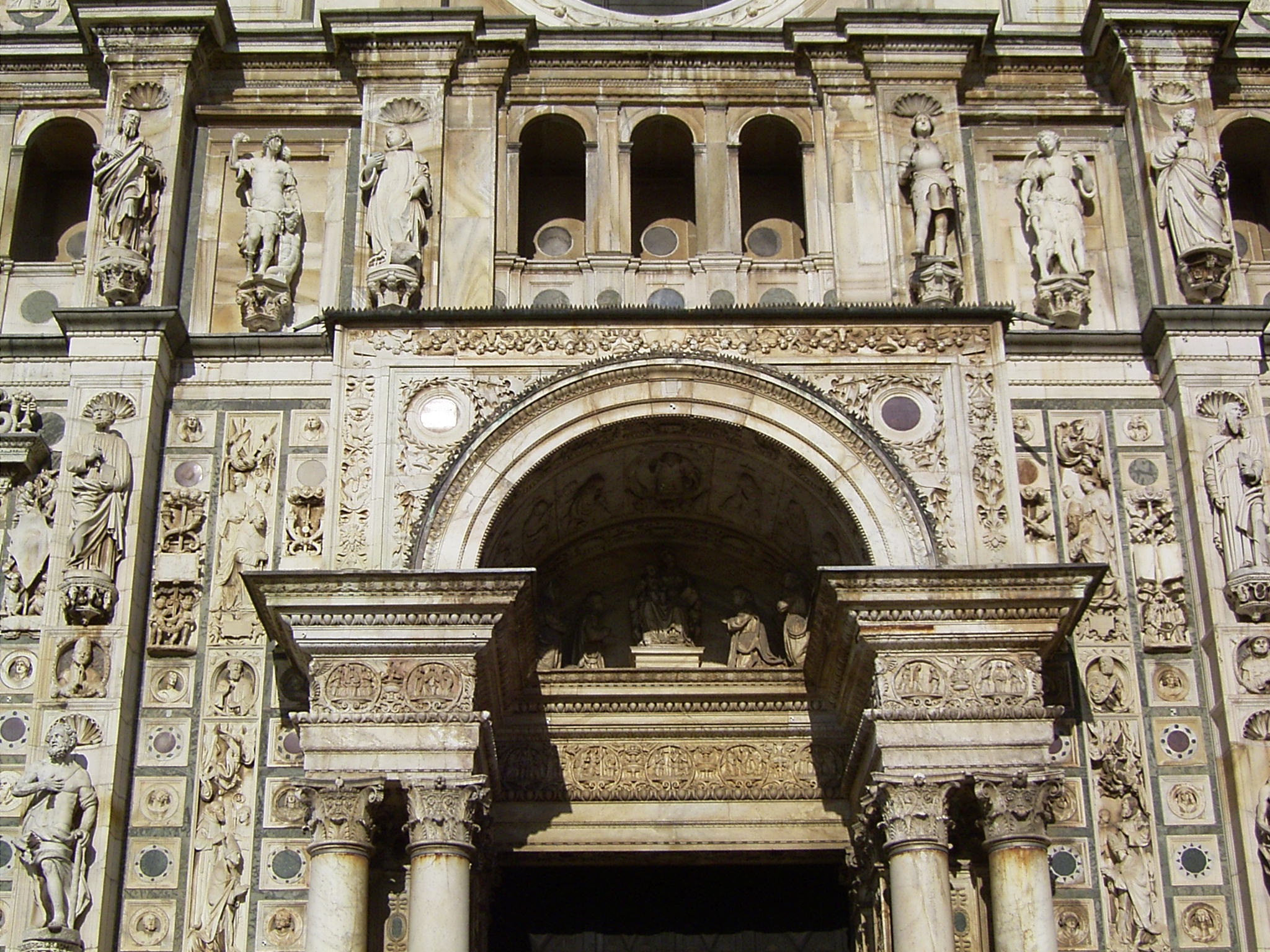
Cartuja de Pavía, detalle de la fachada

La capilla Colleoni fue construida como un mausoleo para el capitán Bartolomeo Colleoni, con un diseño que reproduce el de Sacristía Vieja de Brunelleschi en Florencia. La sala es cuadrada, rematada por una cúpula de segmentos con un tambor octogonal y una pequeña sala que alberga el altar, también cubierto por una pequeña cúpula. La fachada fue enriquecida con motivos pictóricos, con el uso de una tricromía blanca/rosa/violeta y el motivo de los rombos.
La cartuja de Pavía, iniciada en 1396 por Gian Galeazzo Visconti, no se terminó hasta mediados del siglo XV, siguiendo en cierto modo la suerte de la familia ducal milanesa, con largos períodos de pausa y aceleraciones repentinas que incorporaban las más modernas sugerencias artísticas. Giovanni Solari (1400-1482) y su hijo Guiniforte (1429-1481) fueron los principales arquitectos. Mantuvieron el proyecto original (planta de cruz latina de tres naves y simples muros de ladrillo), enriqueciendo únicamente la parte absidal, con un remate en forma de trébol que se repite también en los brazos de los transeptos. Los dos claustros con arcos de medio punto, decorados con exuberantes círculos de terracota, remiten al Ospedale Maggiore, mientras que el interior recuerda ostensiblemente al Duomo de Milán.

### Escultura

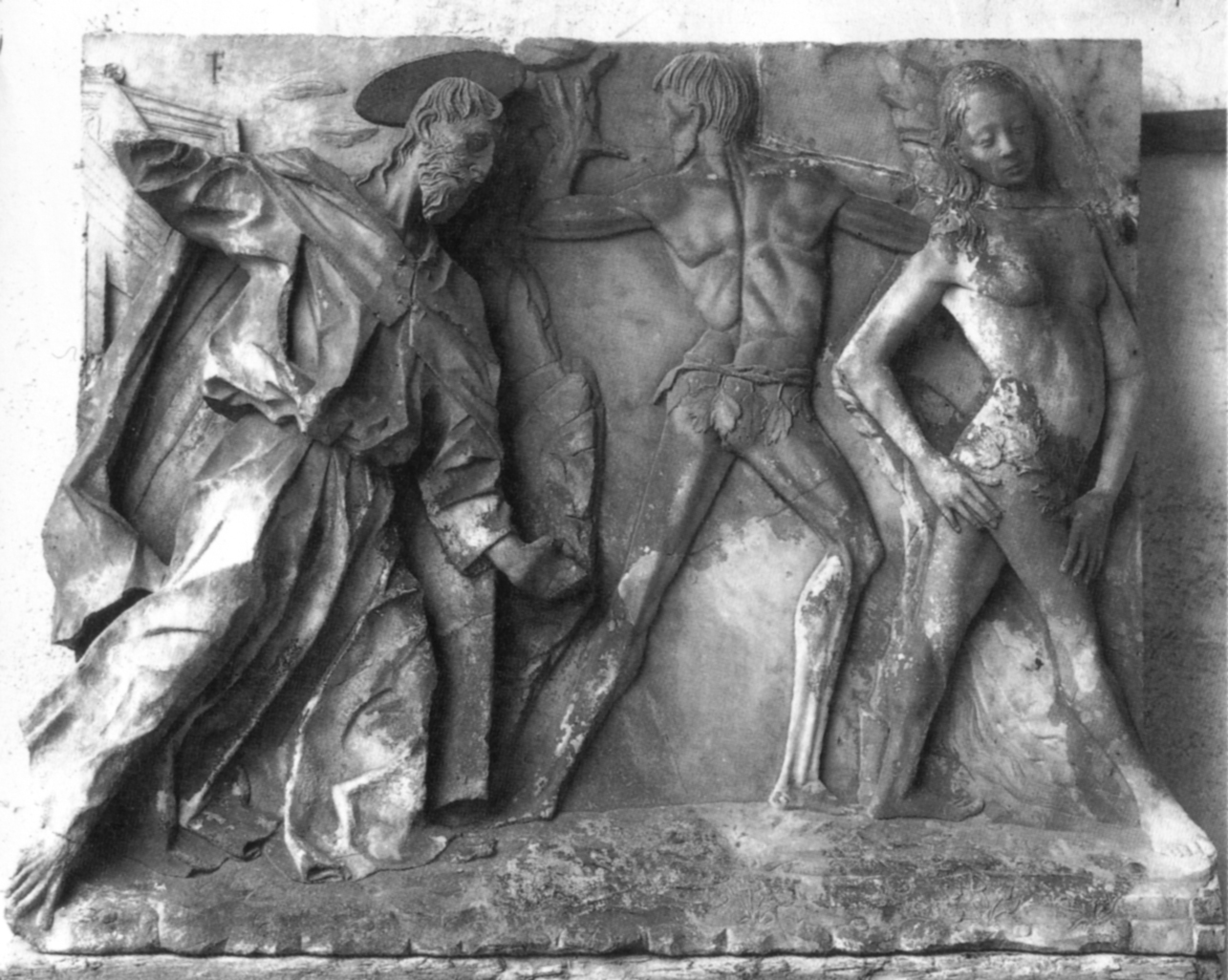
Cristoforo Mantegazza, Expulsión de los progenitores

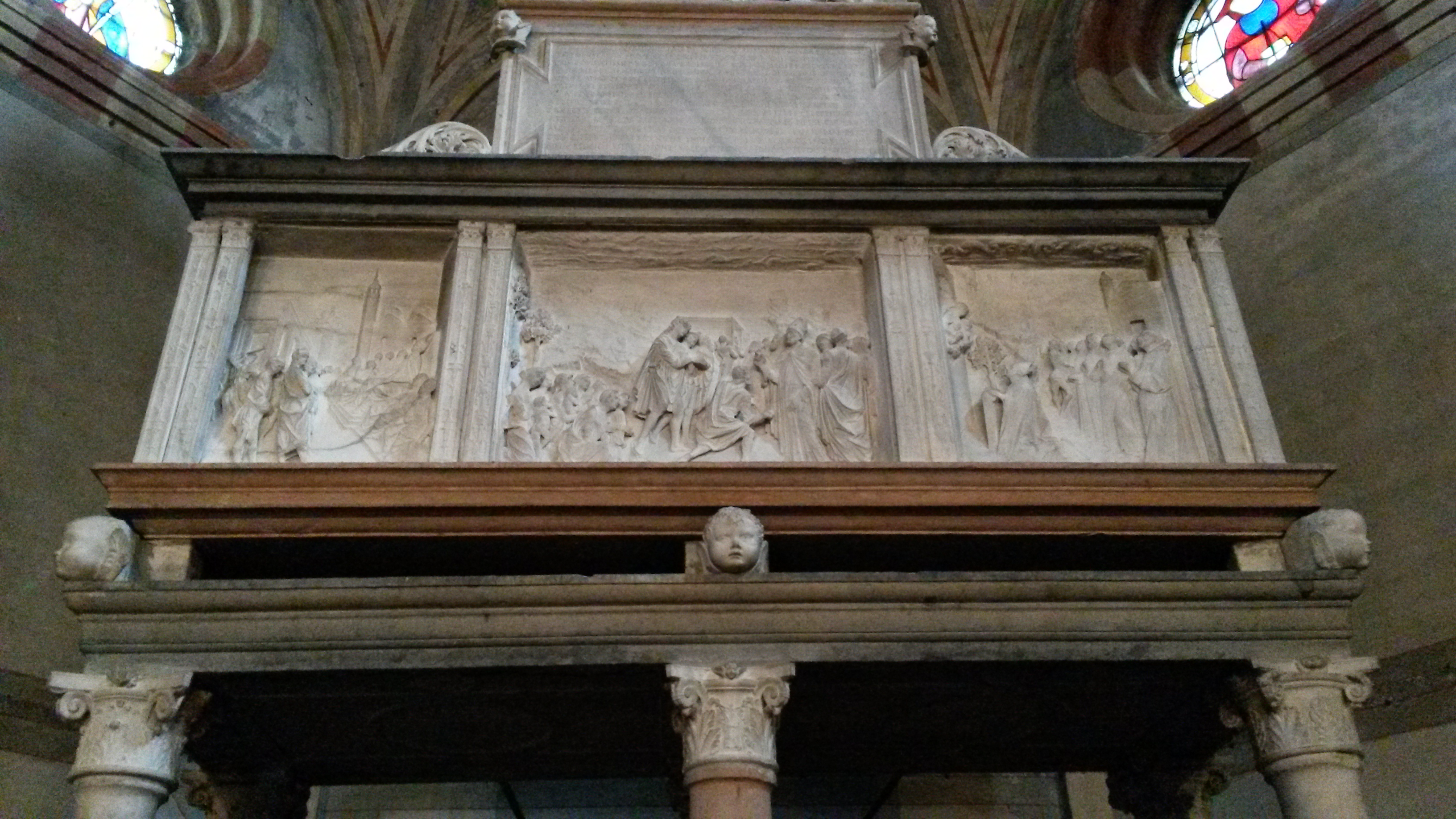
Giovanni Antonio Amadeo, arco de San Lanfranco Beccari (1489), en la iglesia de San Lanfranco en Pavía

A nivel escultórico, la cartuja de Pavía siguió siendo la obra más importante de la época. Los numerosos escultores que participaron en la decoración de la fachada, no todos identificados, estaban influenciados por los artistas de Ferrara y por Bramante. Por ejemplo, en el relieve de la Expulsión de los progenitores (ca. 1475) atribuido a Cristoforo Mantegazza, los ángulos agudos, las figuras antinaturales y desequilibradas, así como los violentos claroscuros, engendran una obra de gran expresividad y originalidad. En la Resurrección de Lázaro de Giovanni Antonio Amadeo (ca 1474), la decoración enfatiza la profundidad de la arquitectura en perspectiva, con figuras más compuestas, pero cuyos contornos son bastante abruptos.
El taller de Giovanni Solari y de sus hijos y yernos reunía a los arquitectos y escultores más importantes del reinado de los Sforza, monopolizando el trabajo en todos los grandes proyectos de construcción. Las relaciones familiares eran particularmente importantes en el entorno artístico de Milán, con muchos artistas locales que solo debían su posición en la corte al hecho de que sus padres o familiares habían trabajado allí antes que ellos. Solari subcontrataba determinadas tareas, trasladaba la piedra de un edificio a otro, en particular de la catedral a la Cartuja de Pavía, realizaba molduras y esculturas en terracota. Invirtió sus grandes ingresos en el comercio de lana. Guiniforte heredó de su padre el cargo de arquitecto de la catedral y de la gran cartuja.

## Ludovico el Moro (1480-1500)
Milán era entonces un gran centro de comercio y manufactura que se definía más por su ética militar y sus ambiciones aristocráticas que por sus actividades comerciales. Geográfica y políticamente, el ducado estaba tan ligado a Francia y Alemania como a Florencia y a las ciudades italianas del sur del valle del Po. Durante el reinado de Ludovico Sforza, en las dos últimas décadas del siglo XV, la producción artística del ducado milanés continuó entre continuidad e innovación. La tendencia al fasto y a la ostentación alcanzó su punto máximo, especialmente con motivo de ciertas fiestas cortesanas. La nobleza local tenía sus propios palacios y algunos de esos aristócratas fueron grandes mecenas. Por ejemplo, el poeta Gaspare Visconti hizo que Bramante pintara frescos en su casa con «hombres de armas» gigantescos. La corte estaba provista por artistas, canteros y arquitectos-ingenieros de la región lombarda. Hacía que los artesanos locales fabricasen muchos artículos de lujo y compraba placas grabadas a los armeros de la ciudad. A Ludovico le gustaban el oro y las piedras preciosas con preferencia por los camafeos antiguos, las cornalinas, los medallones, las monedas antiguas y los libros iluminados.
Con la llegada de los dos grandes maestros, Donato Bramante a partir de 1477 y Leonardo da Vinci a partir de 1482, procedentes respectivamente de los centros artísticos de Urbino y Florencia, la cultura lombarda experimentó un verdadero giro en el Renacimiento favorecido por un terreno propicio para su aceptación gracias a las novedades del período anterior. Los dos artistas encajaron así perfectamente en la corte lombarda y, al mismo tiempo, renovaron la relación entre el artista y su cliente, basada ahora en intercambios vivos y fructíferos.

### Arquitectura

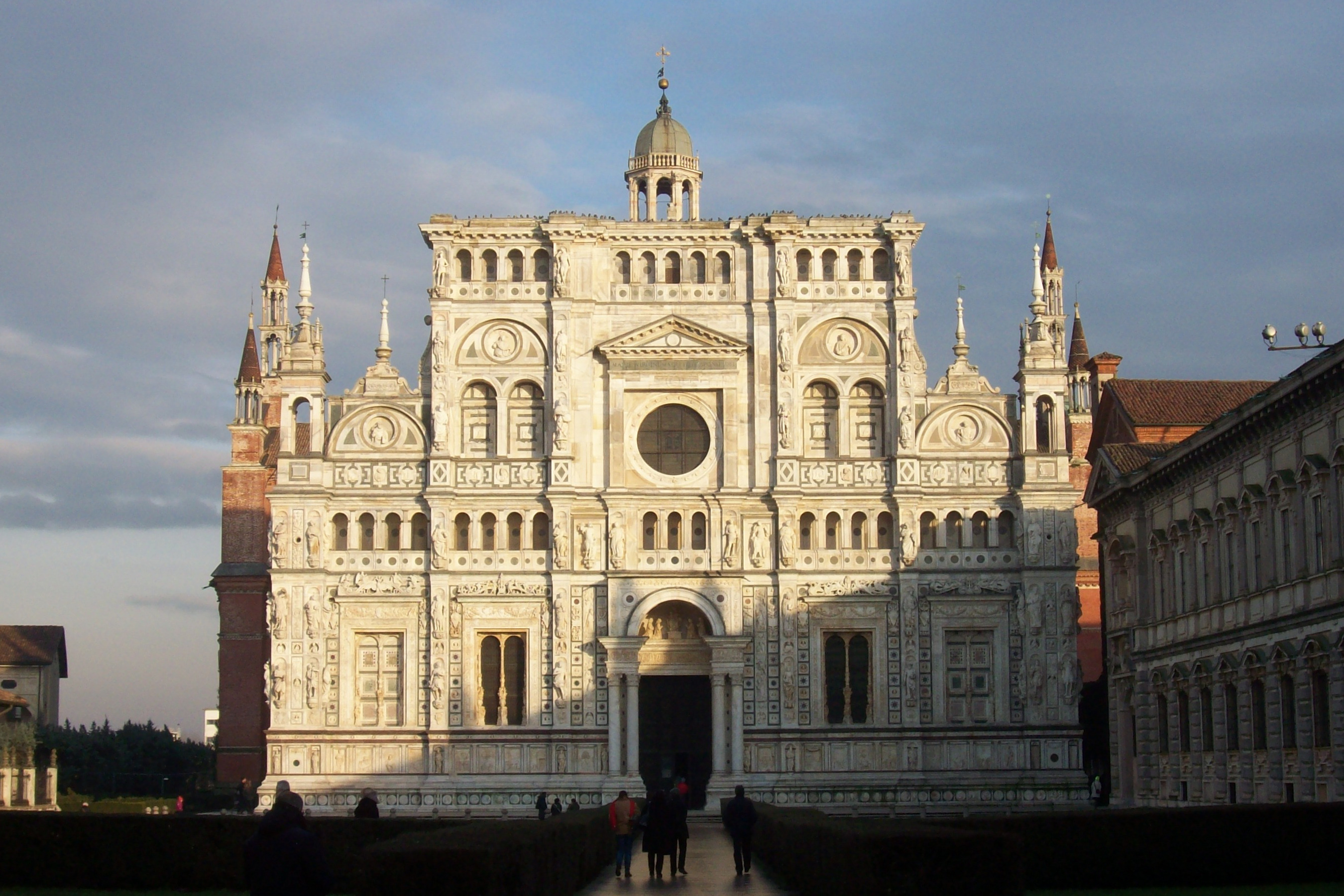
Cartuja de Pavía, fachada

A diferencia de su predecesor, Ludovico se preocupó de revivir los grandes sitios arquitectónicos, tomando conciencia de su importancia política para la fama de la ciudad y, en consecuencia, la de su príncipe. A partir de la década de 1490 y de su matrimonio con Beatriz de Este, marcador de la alianza de las grandes casas de Este y de Sforza, el duque se embarcó en importantes proyectos destinados a reafirmar sus vínculos con los Visconti, subrayar la independencia de la dinastía de los Sforza y rivalizar con los logros de gobernantes como Lorenzo de' Medici y el padre de su esposa, el duque Ercole d'Este. La cartuja de Pavía y la iglesia de Santa Maria della Grazie que planea hacer su tumba, son las dos iglesias-mausoleo en el centro de sus ambiciones políticas y artísticas.
La catedral de Pavía (de la que aún se conserva la maqueta en madera de 1497), el castillo y la plaza de Vigevano y la linterna de la catedral de Milán figuran entre las obras más importantes por las que se operan fructíferos intercambios entre Bramante y Leonardo da Vinci. Así, los estudios sobre edificios de planta central iniciados por las investigaciones de Bramante fascinaron a Leonardo da Vinci, que llenó con ellos las páginas de sus códices.

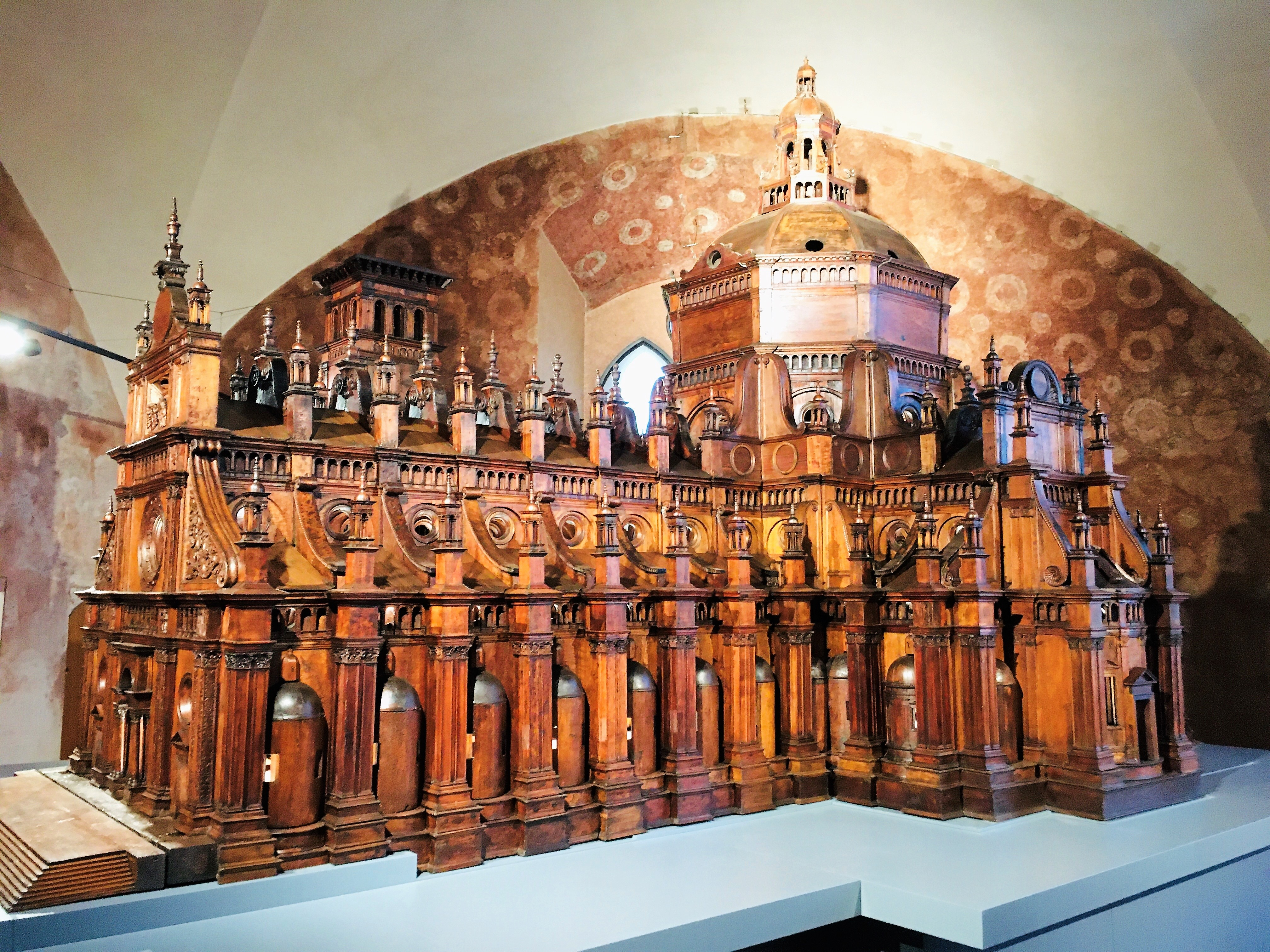
Maqueta en madera de la Catedral de Pavía (1497), Museos Cívicos de Pavía

A veces se siguió practicando un estilo más tradicional, combinando una exuberancia decorativa sobre las líneas del Renacimiento. La principal obra de este tipo fue la fachada de la cartuja de Pavía, ejecutada desde 1491 por Giovanni Antonio Amadeo hasta la primera cornisa, y completada por Benedetto Briosco. La planta, bastante rígida, con dos bandas cuadrangulares superpuestas, está extraordinariamente animada por los pilares verticales, los vanos de diversas formas, las logias y, sobre todo, por una multitud de relieves y de motivos de mármol policromado. El pequeño baptisterio colocado en la esquina de la nave y del transepto sur es un ejemplo notable de la pasión por la ornamentación, típica del arte milanés: las pilastras en las esquinas del octágono están cubiertas con una fina red de ornamentos en relieve, un friso de terracota superando los diferentes capiteles está compuesto de  putti en alto relieve que sostienen medallones de los que emergen cabezas; en el nivel superior, los pedestales, las pilastras y el friso de los pilares están cubiertos con los mismos abundantes arabescos y follaje; la sencillez de la planta casi desaparece bajo los ornamentos.
El arte en el ducado conoció las influencias recíprocas de los artistas lombardos y de los dos innovadores extranjeros, que a menudo trabajaron en paralelo o se cruzaron, un reflejo del vigoroso cosmopolitismo de Milán en ese momento. Los grandes edificios construidos en ese momento dan testimonio del genio técnico y decorativo de los maestros a la vez de Urbino, Roma, Lombardía y Toscana.
En mayo de 1497, tras la muerte de Béatrice Sforza en el parto, la Cartuja fue finalmente consagrada. El acontecimiento se celebró en un relieve de Giovanni Antonio Amadeo y de Gian Giacomo Dolcebuono que flanquea la puerta principal. La política artística de Ludovico dio entonces un giro decisivo al renunciar a celebrar la continuidad con los Visconti.

#### Bramante en Lombardia

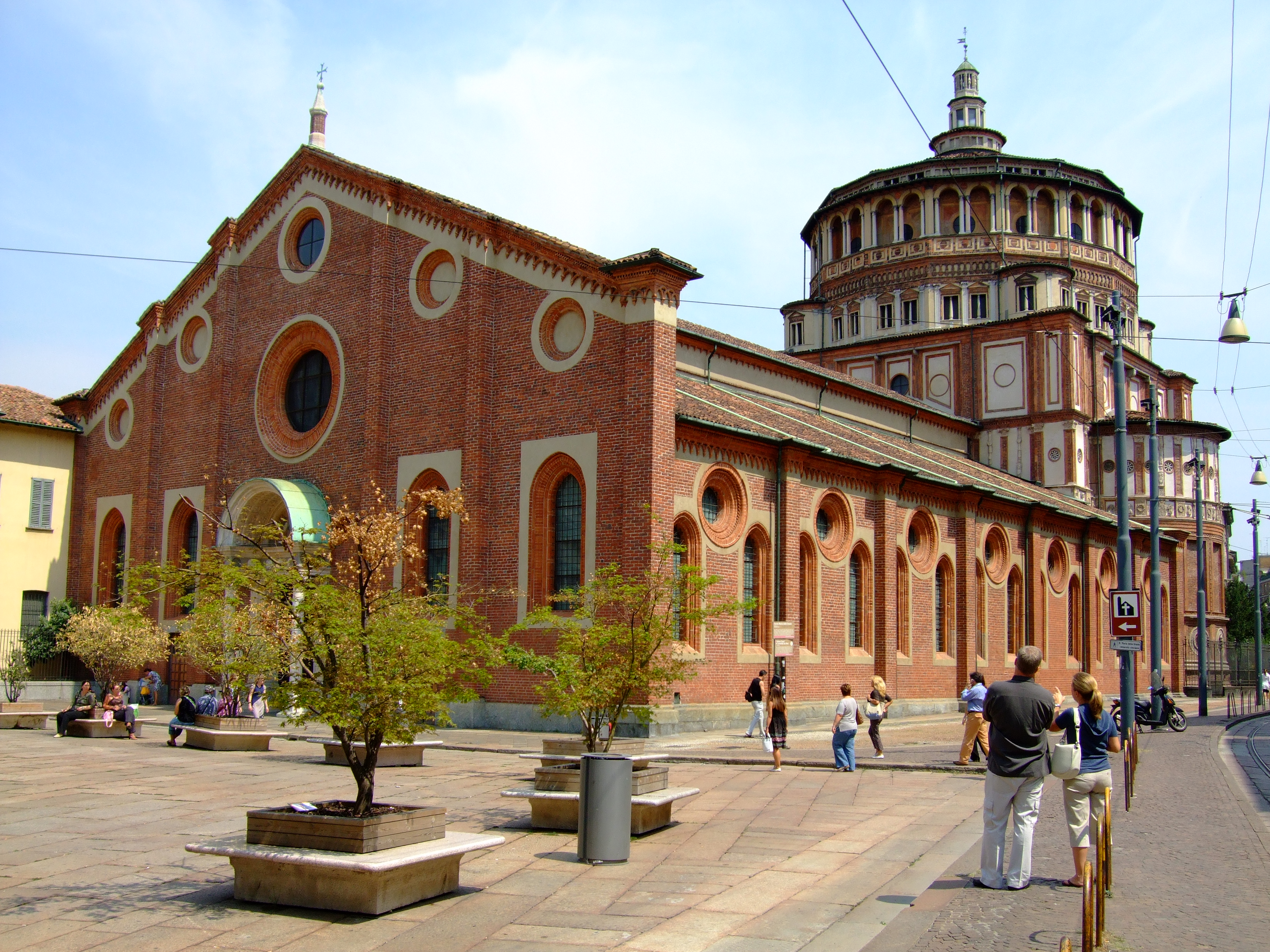
Santa Maria delle Grazie

La reconstrucción de la Iglesia de Santa Maria presso San Satiro (alrededor de 1479-1482) fue una de las primeras obras que Bramante encaró para Ludovico el Moro y en las que ya surgió el problema del espacio central. Bramante diseñó un cuerpo longitudinal de tres naves, con igual anchura entre la nave central y los brazos del crucero, ambas cubiertas por potentes bóvedas de cañón con casetones pintados que evocaban el modelo de la casílica de San Andrés en Mantua (primera fase, 1462-1495) de Leon Battista Alberti. En el crucero se levantó una cúpula, elemento ineludible para Bramante, pero la armonía del conjunto se veía comprometida por la insuficiente anchura del transepto que, siendo imposible ampliar debido a la calle situada justo detrás del muro oriental, se "alarga" mediante la construcción de una falsa perspectiva de estuco en un espacio de menos de un metro de profundidad, rematada por una falsa bóveda artesonada. Esta iglesia, cruciforme a primera vista, tiene en realidad una planta en forma de T: es una perfecta perspectiva ilusionista vista desde la nave. Los nichos del muro oriental de los transeptos recuerdan las formas austeras y clásicas inspiradas en Piero della Francesca. Una profusión de ornamentos enmascara la pureza y el rigor de las formas, típico de la pasión por la ornamentación del arte milanés.
La reconstrucción de la tribuna de Santa Maria delle Grazie es el otro gran proyecto al que se dedicó Bramante en Milán, obra que fue completada por Guiniforte Solari. El Moro quería dar un aspecto más monumental a la basílica dominica para convertirla en el lugar de enterramiento de su familia. Las naves construidas por Solari, sumergidas en la penumbra, están iluminadas por la tribuna monumental en la intersección de los brazos, que se cubre con una cúpula semiesférica. Bramante añadió dos grandes ábsides laterales y también un tercero, más allá del coro, alineado con las naves. La organización rítmica de los espacios se refleja también en el exterior por un entrelazado de volúmenes que culmina en la linterna que oculta la cúpula, con una pequeña logia que recuerda los motivos de la arquitectura paleocristiana y el románico lombardo. Si la forma del coro, con su cúpula y tres ábsides redondeados, así como el interior cúbico, con su complejo simbolismo numérico, sus patrones geométricos y su hábil ilusionismo arquitectónico, están bien asociados con Bramante, Amadeo fue el encargado de dirigir las operaciones de construcción: de hecho, el trabajo en ladrillo y la decoración de terracota de la fachada llevan su marca.
A Bramante se le atribuye unánimemente el proyecto planimétrico de la imponente catedral de Pavía (de la que también se conserva la maqueta en madera de 1497), a base del injerto de un núcleo octogonal abovedado con un cuerpo longitudinal de tres naves, como en la catedral de Santa María del Fiore en Florencia o en el Santuario de la Santa Casa di Loreto, entonces en construcción y que probablemente Bramante había llegado a conocer. Además del esquema planimétrico general, la cripta (terminada en 1492) y la parte del sótano del área del ábside del edificio se atribuyen al proyecto de Bramante.

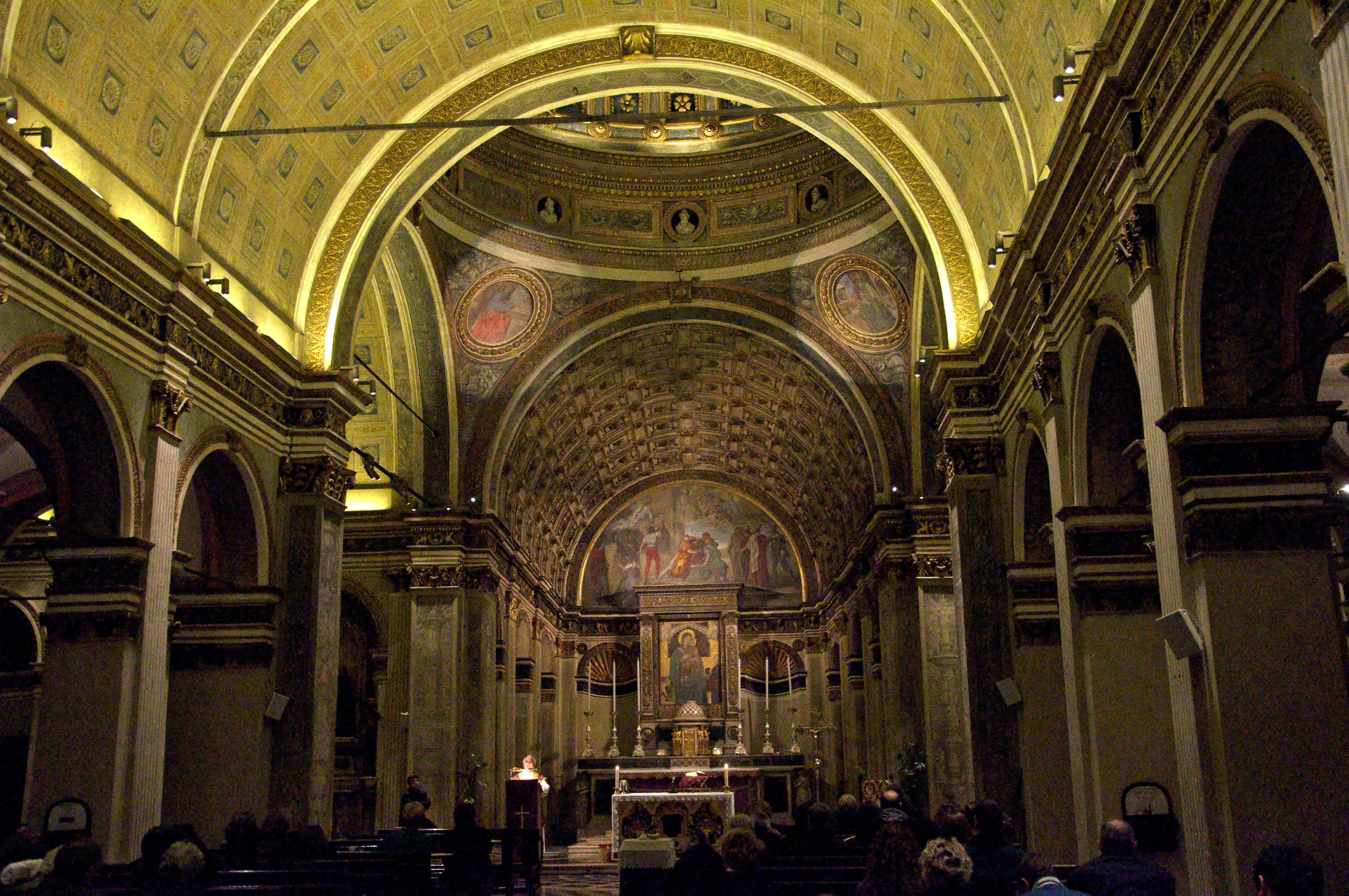
Interior de Santa Maria presso San Satiro.
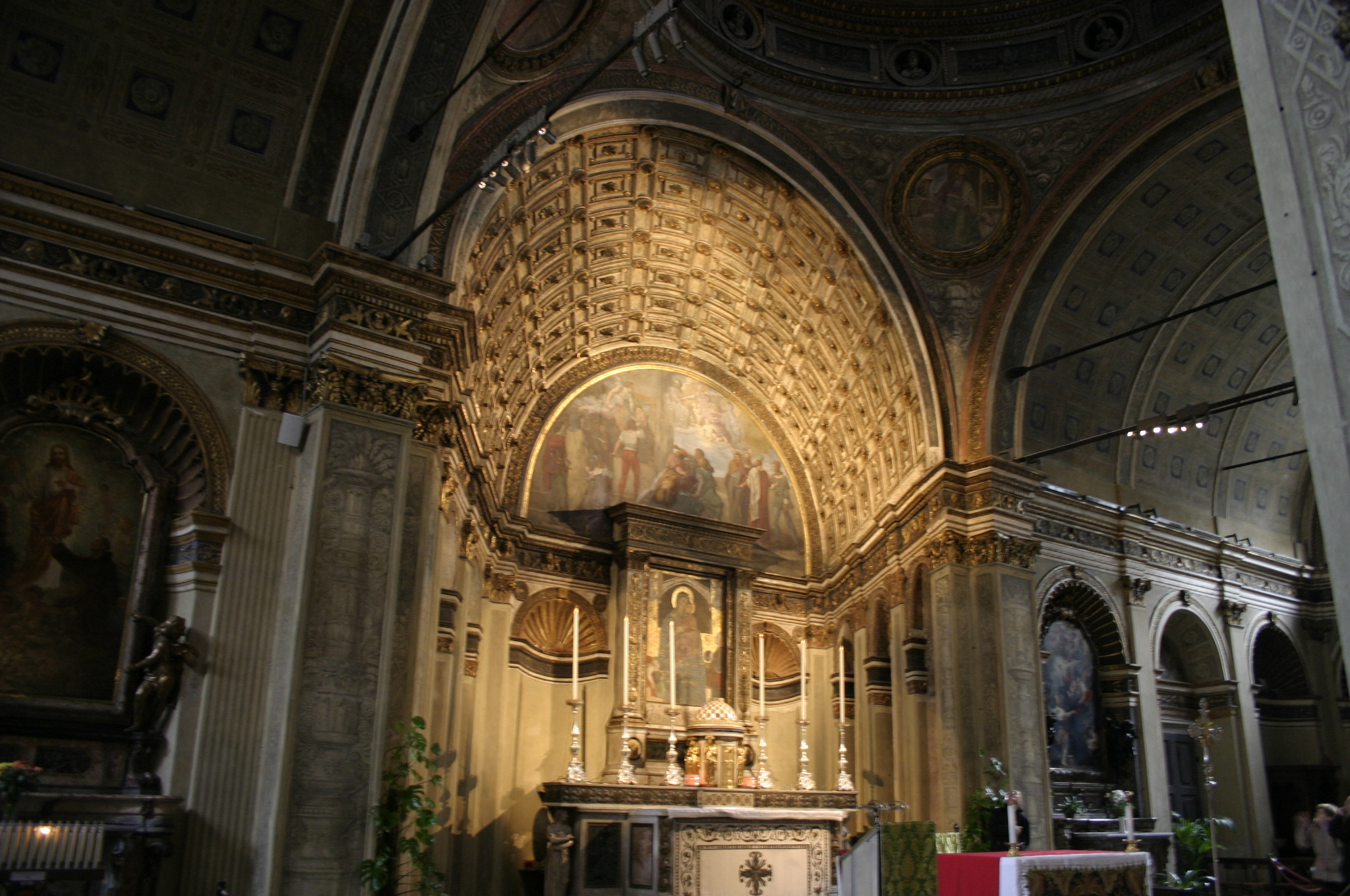
Vista lateral del falso ábside de San Satiro.
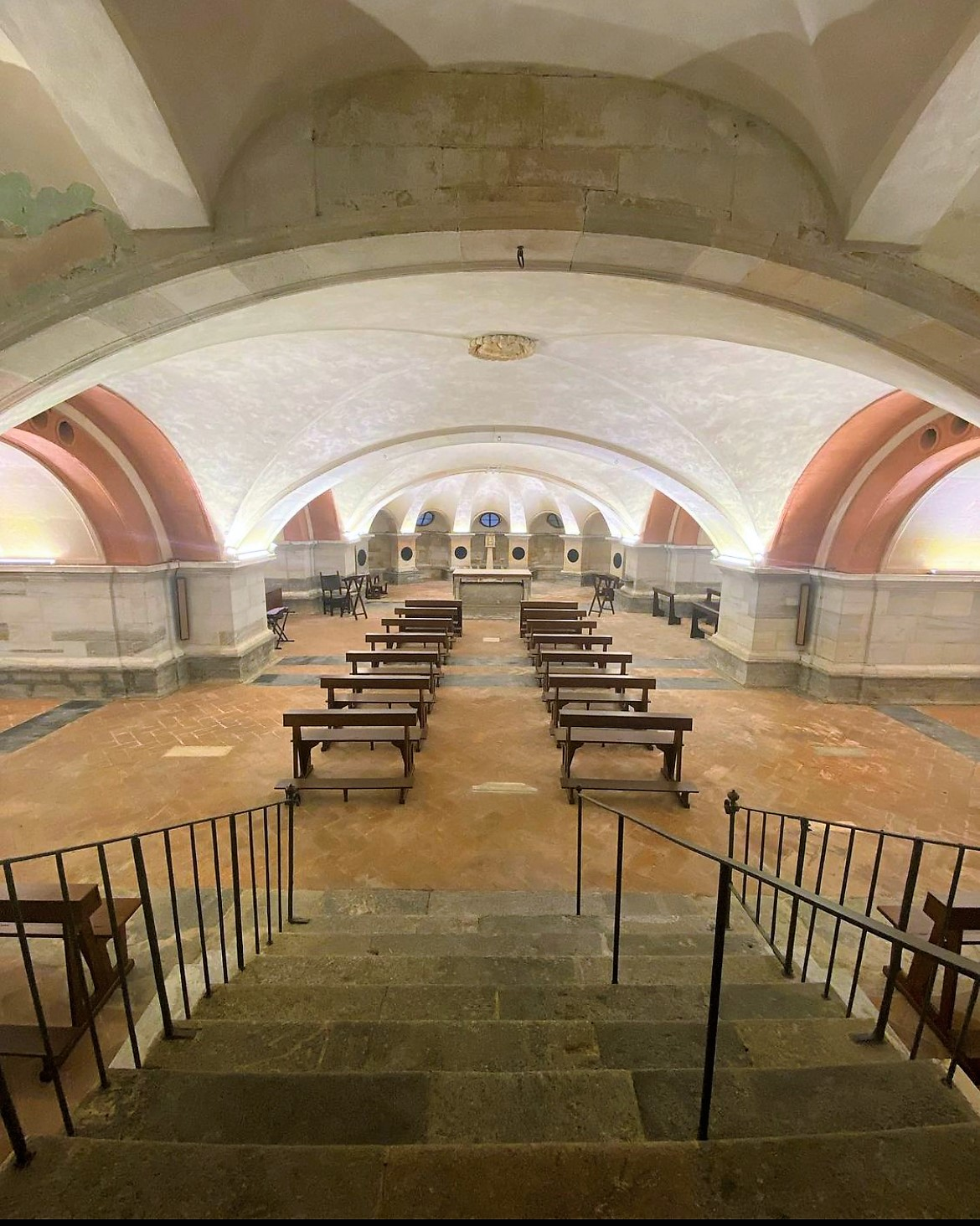
Cripta de la Catedral de Pavía (1492)

### Urbanismo

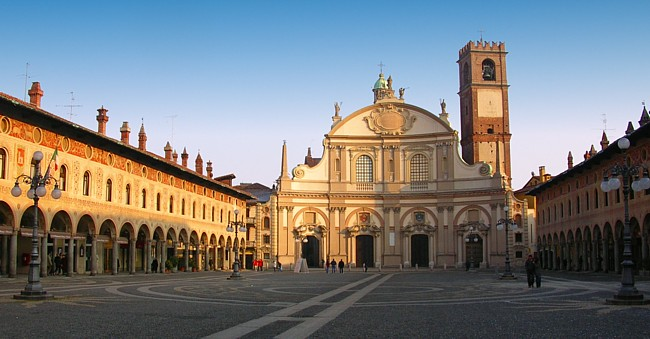
Plaza de Vigevano

Los Sforza intentaron tardíamente aplicar el modelo urbanístico aplicado en Urbino y Mantua, que consistía en llevar el espacio público al palacio, siendo el espacio cívico la antecámara de la residencia del príncipe, porque toda la ciudad vivía bajo su influencia. En primer lugar, buscaban hacer del entorno del castillo, frente a la fachada que daba a la ciudad, una verdadera plaza pública. En 1483-1485, el duque lanzó una primera campaña de adquisiciones inmobiliarias, que continuó en 1492, cuando Ludovico el Moro emitió un decreto solemne, exigiendo la expropiación de las casas que aún obstaculizaban la liberación de un lugar ducal. Al mismo tiempo, Ludovico se hizo cargo del proyecto iniciado en 1473 por Galeazzo Maria Sforza, que consistía en instalar una estatua ecuestre de Francesco Sforza frente al castillo. Debió abrir un camino monumental hacia la Place du Dôme y el espacio cívico de la ciudad descuidado durante mucho tiempo por sus príncipes.
Sin embargo, Ludovico Sforza construyó en Vigevano en 1492 una residencia elegante, en el sentido albertiano, que se abre a una plaza cívica enteramente bordeada por pórticos, llamada forum ya que era la continuación del patio principal del palacio. En este sentido, Vigevano fue el modelo ideal de una ciudad principesca, es decir, una ciudad completamente organizada por la residencia de su príncipe: si Milán era una metrópoli económica poderosa que no debía nada a sus príncipes, el desarrollo urbano de Vigevano dependía de la capacidad principesca de asumir el liderazgo político.

### Pintura
Ludovico hizo decorar la Sala della Balla del castillo de los Sforza con motivo de su matrimonio con Beatrice d'Este, requisando a todos los maestros lombardos disponibles en el lugar. Muchos maestros llegaron a Milán para trabajar junto a Bernardino Butinone y Bernardo Zenale, todos casi totalmente desconocidos y que tuvieron que trabajar juntos para montar rápidamente un suntuoso dispositivo imbuido de significado político. Las grandes diferencias cualitativas que resultarín de ello parecieronn sin embargo la menor de las preocupaciones de su cliente.

#### Borgognone

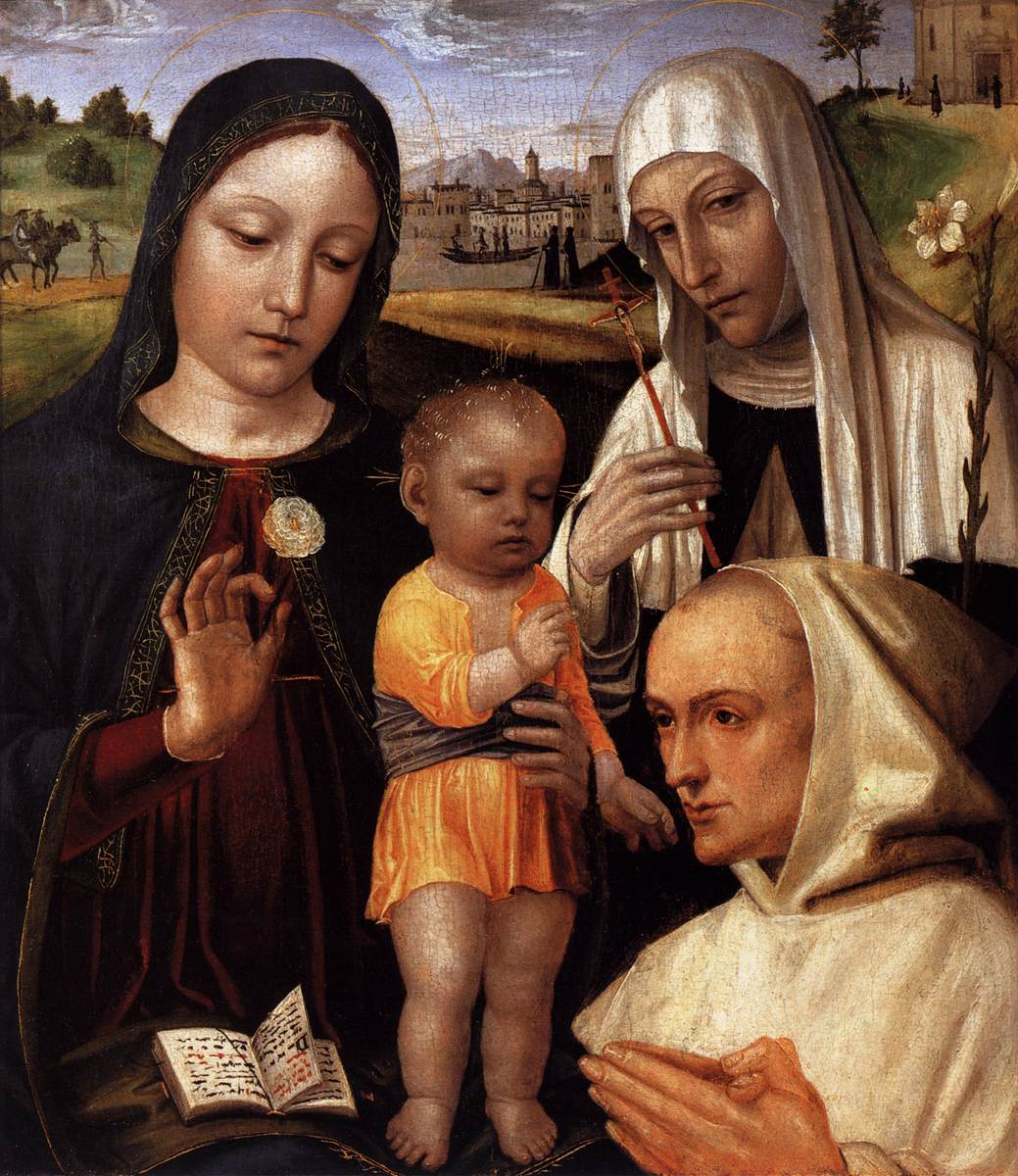
Ambrogio Borgognone, La Virgen de los Cartujos.

Entre 1488 y 1495, el pintor piamontés Ambrogio Borgognone fue el responsable de la decoración de la Cartuja de Pavía. En ella se encuentran parteluces en trampantojo poblados de monjes pintados, de una sillería del coro con marquetería digna de la de Urbino, y frescos pintados en el techo por Borgognone en colaboración con su hermano Bernardino. Ejecutó retablos con elaborados dorados y adornó los transeptos con dos frescos dinásticos: uno muestra a Gian Galeazzo Visconti en compañía de sus hijos Filippo Maria, Giovanni Maria y Gabrielle Maria, presentando una maqueta de la Cartuja a la Virgen; el otro, la Coronación de la Virgen flanqueada por Francesco Sforza y Ludovico. Esos frescos celebran a los Visconti y a los Sforza por separado, pero en pie de igualdad, y dan testimonio de la confianza de Ludovico en la fuerza y la independencia de la dinastía de los Sforza.
La producción de Ambrogio Borgognone está inspirada en Vincenzo Foppa, pero también revela fuertes acentos flamencos, probablemente atenuados por las influencias ligures. Esta característica es particularmente evidente en las pinturas de pequeño formato destinadas a la devoción de los monjes en sus celdas, como la Madonna del Certosino (1488-1490), donde la luz prevalece sobre un color sosegado y un tanto apagado. Posteriormente, el artista abandonó los tonos nacarados y acentuará los pasajes en claroscuro, adhiriéndose a las innovaciones introducidas por Leonardo da Vinci y Bramante. En las Bodas místicas de Santa Catalina (hacia 1490), la construcción escénica está ligada a un juicioso uso de la perspectiva con un punto de vista rebajado, aunque en los contornos ondulantes de las figuras, aunque refinadas y simplificadas, quedan ecos de elegancia cortesana.

#### Butinone y Zenale

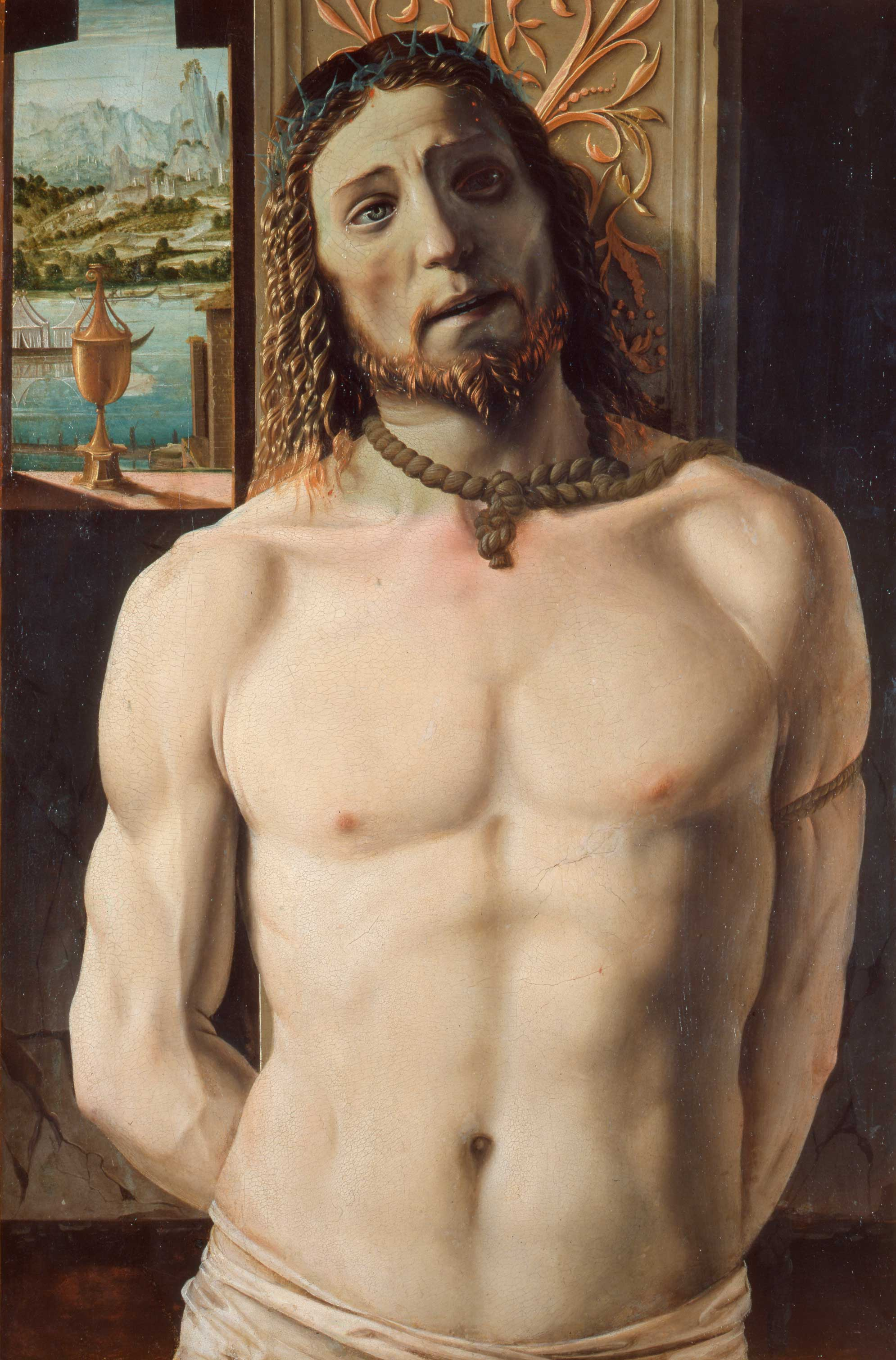
Bramante, el Cristo en la columna (ca. 1480-1490)

Los talleres lombardos de la época se organizaban generalmente según las prácticas del trabajo colectivo; poco a poco fueron investidos por las innovaciones más modernas que se mezclaban con las tradiciones locales. Un excelente ejemplo fue el de la asociación entre Bernardino Butinone y Bernardo Zenale de Treviglio, quienes cooperaron respectivamente como maestro y alumno (pero quizás también simplemente como artistas asociados) durante los encargos importantes. El Políptico de San Martino (1481-1485), destinado a la iglesia de San Martino en Treviglio, muestra un reparto equitativo del trabajo entre ambos artistas, con una homogeneización de estilos personales que permitía un resultado armonioso. Este enorme retablo es típico de la producción del Quattrocento, los dos pintores conservaron el sistema de políptico monumental con celdas yuxtapuestas, al tiempo que unificaron a través de la arquitectura pintada el espacio de lo que se convirtió en una «Santa Conversación». La disposición en perspectiva, inspirada por Vincenzo Foppa, se ve afectada por el ilusionismo entre el marco y la arquitectura pintada, inspirado en el Retablo de San Zeno de  Mantegna (1457-1459), con un falso pórtico donde los personajes se escalonan. La perspectiva se obtiene por expedientes ópticos, más que por una construcción geométrica rigurosa, con la convergencia hacia un único punto de fuga (situado en el centro de la mesa central de San Martino), pero está marcada por la ausencia de proporcionalidad exacta de atajos en profundidad. Elementos como las guirnaldas o las balaustradas realzan el primer plano y las figuras detrás de él, mientras que el uso de decoraciones doradas es indicativo de un legado del Gótico Internacional. Este retablo es especialmente revelador de las inquietudes de finales del siglo XV; de hecho, no tendrá continuación, pero permite identificar el espíritu específico de este período, apegado a prácticas pictóricas coherentes y eficaces.

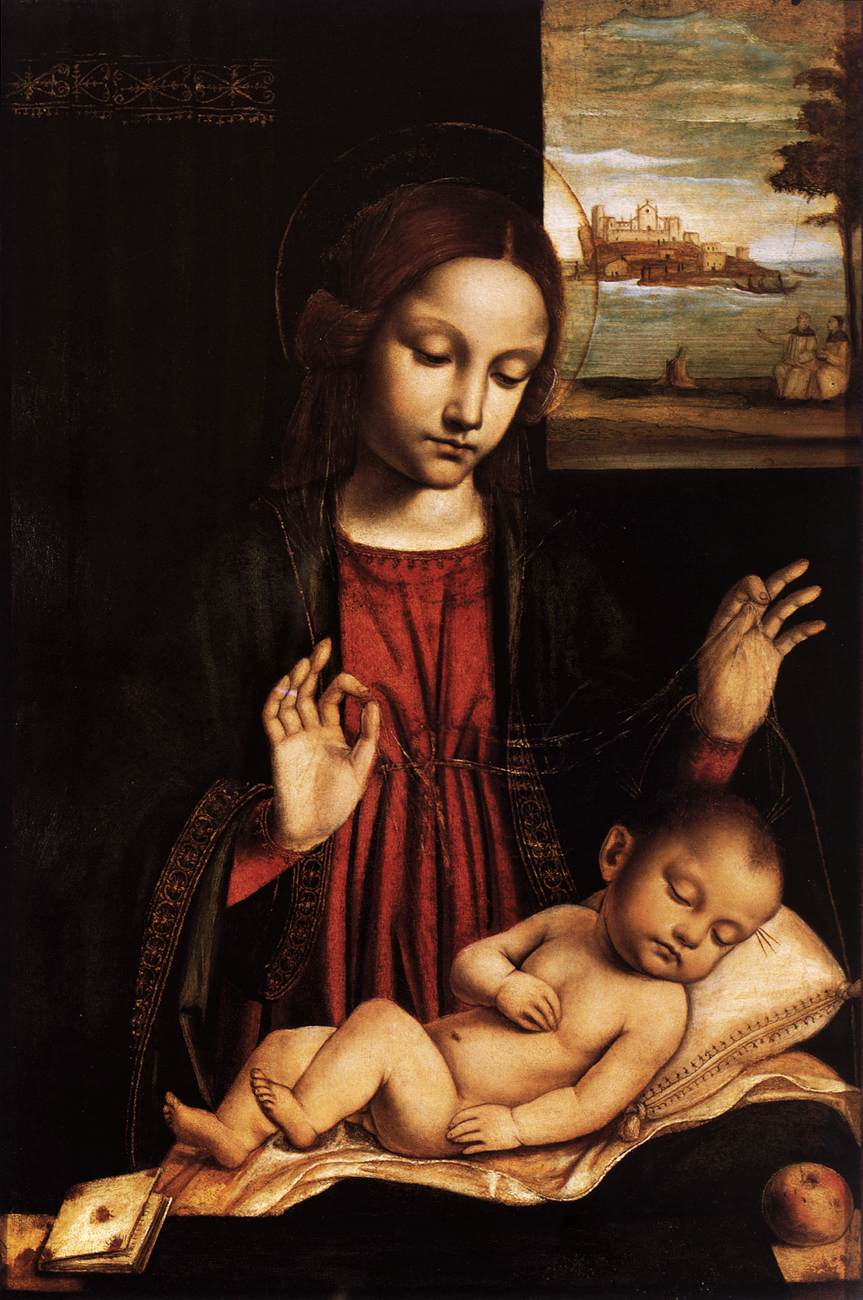
Borgognone, La Virgen del Velo'
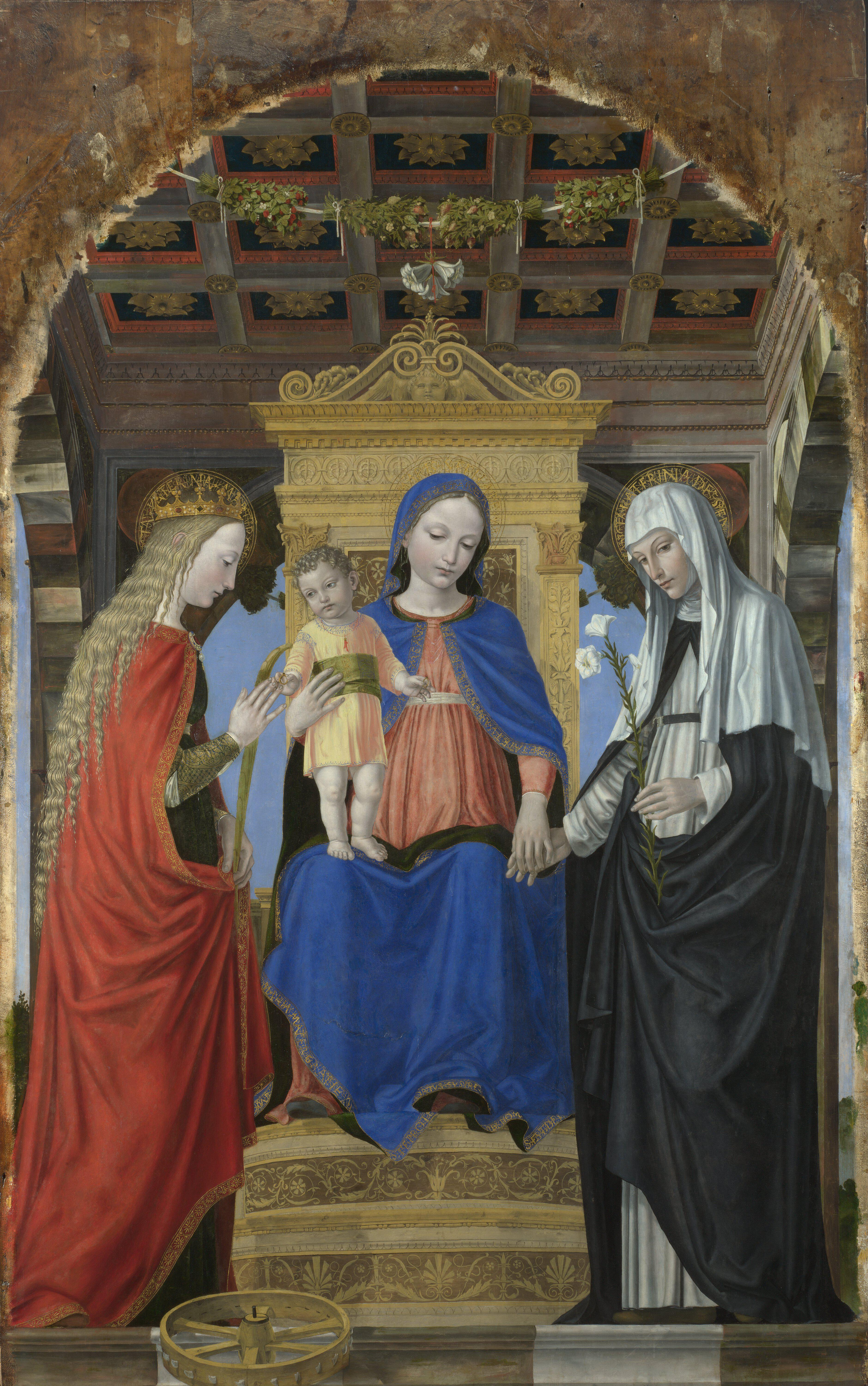
Bergognone, Matrimonio místico de Santa Catalina de Alejandría
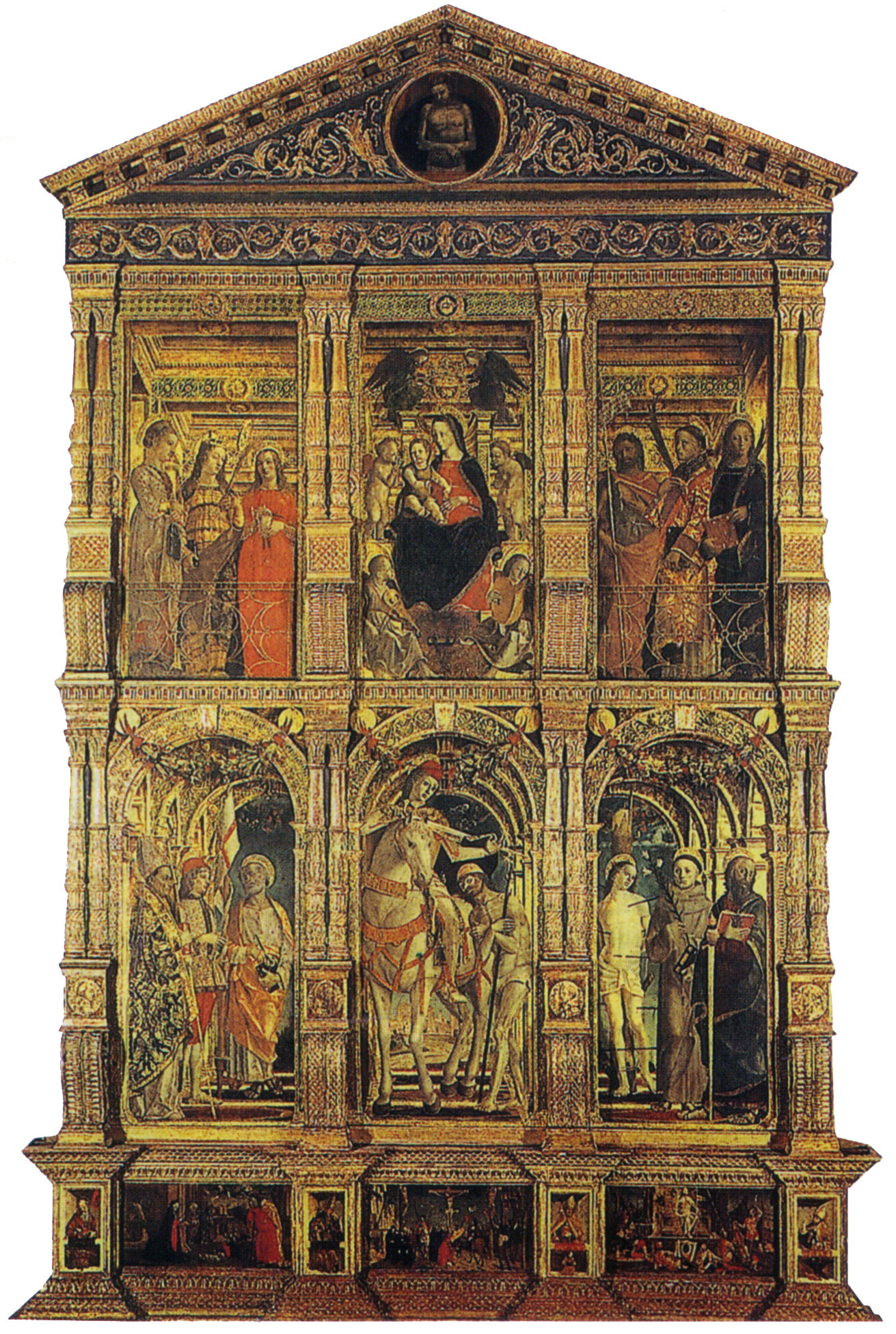
Butinone y Zenale, Políptico de San Martino
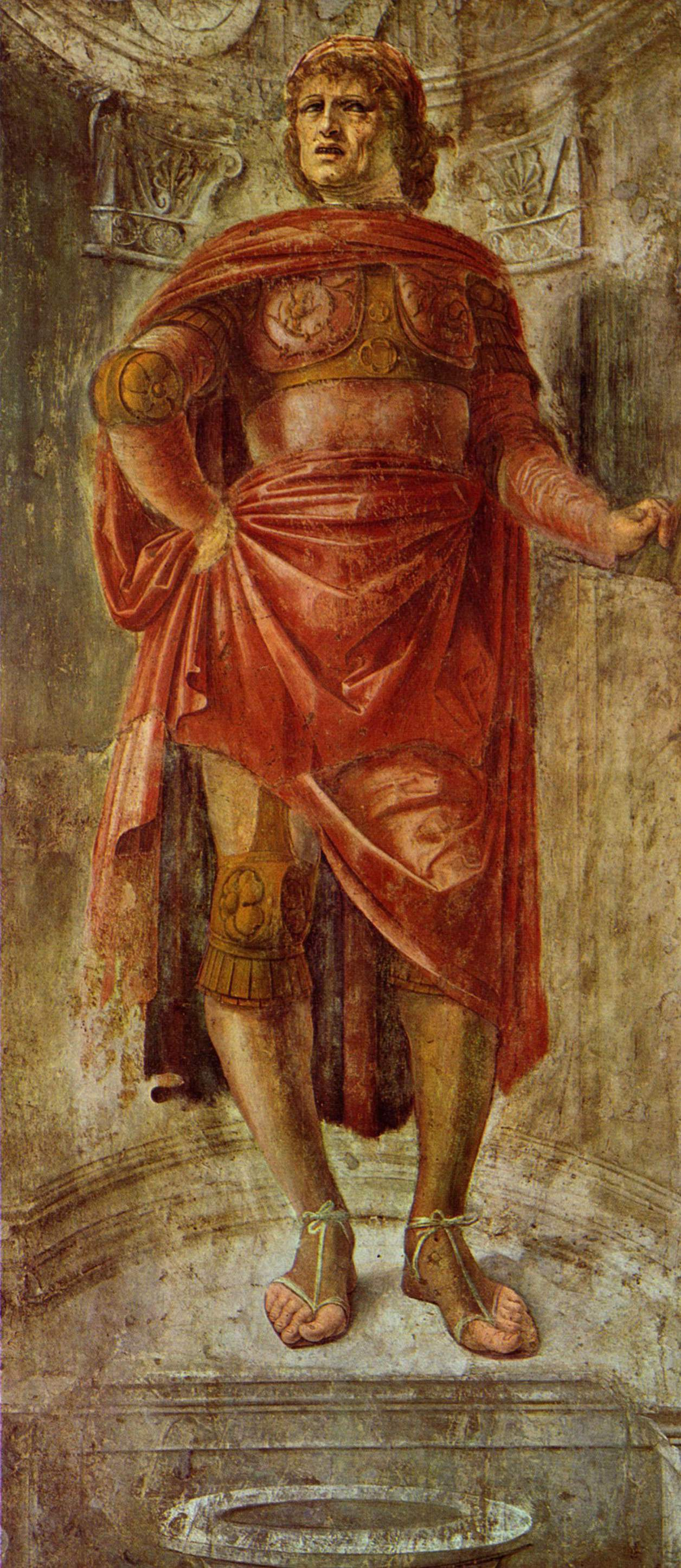
Bramante, Hombres de armas de la casa Visconti-Panigarola, 1486-1487
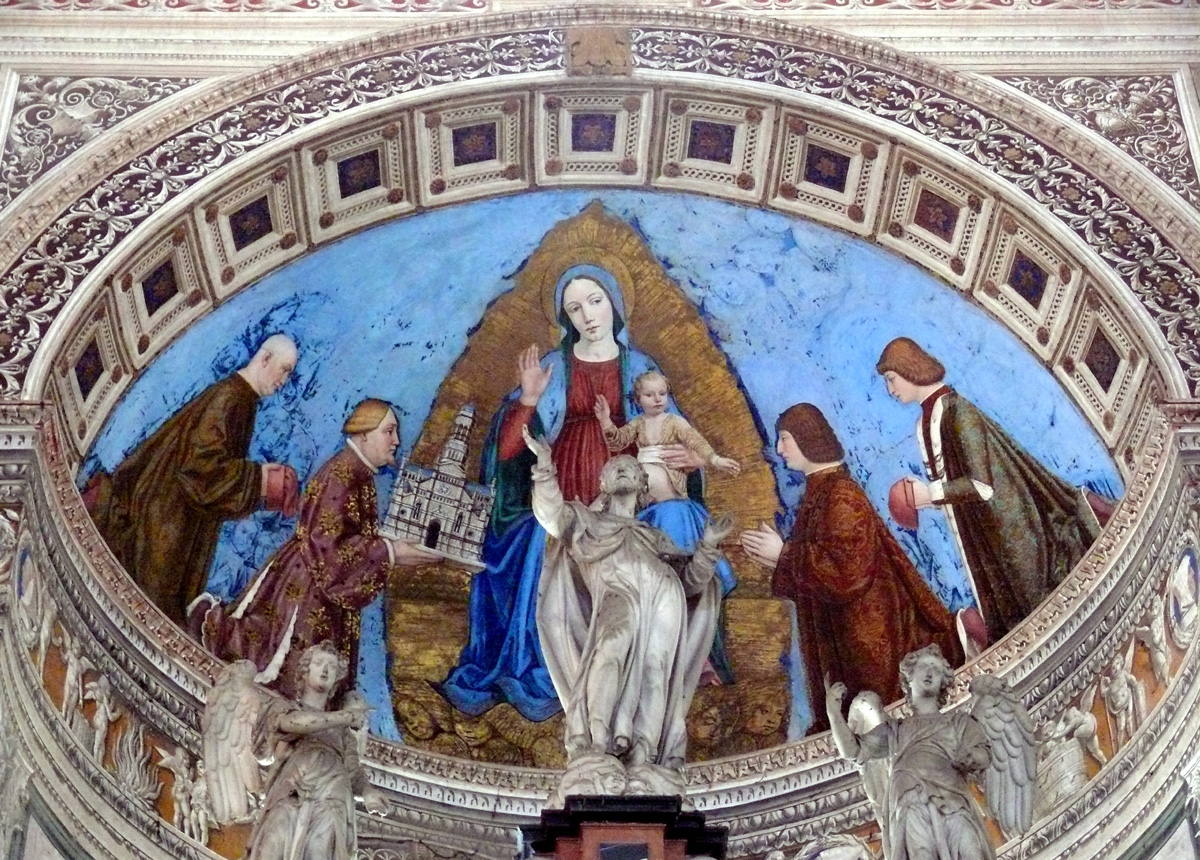
Bergognone, Gian Galeazzo Visconti regala la Cartuja de Pavía a la Virgen

#### Pinturas de Bramante
Bramante, que también era pintor, fue el autor en Milán de una serie de frescos de tema humanista sobre hombres ilustres, los llamados Hombres de armas de la casa Visconti-Panigarola, pero también de un famoso panel con el Cristo en la columna ( hacia 1480-1490). En esta obra son evidentes las referencias a la cultura de Urbino, con la figura del Redentor sufriente representada en primer plano, casi en contacto directo con el espectador, de un modelo clásico, con el torso desnudo, y con evidentes reminiscencias flamencas, tanto en el paisaje como en la meticulosa representación de los detalles y sus reflejos luminosos, especialmente en el brillo rojo y azul de los cabellos y la barba.
A principios de la década de 1490 Bramante pintó, con la ayuda de su discípulo Bramantino, un fresco a la entrada del tesoro de Ludovico Sforza en el ala «Rocchetta» del castillo de los Sforza que representa al gigante Argos con sus cien ojos, expresión del poder financiero de los Sforza. Bajo el guardián de las arcas del ducado, un tondo monocromático a imitación del relieve en bronce muestra a un soberano presidiendo el pesaje del oro. En una reinversión del mito de Ovidio, Argos parece haber triunfado sobre Mercurio del cual sostiene en su mano derecha los vestigios del caduceo, entremezclados con víboras verdes, el emblema de los Visconti. Este fresco emplea la iconografía imperial clásica para promover la ideología de los Sforza. En él Bramante asimiló los estilos de los artistas favoritos de la corte como los elementos paduanos y ferrareses de las pinturas de Vincenzo Foppa, los manierismos de Cristoforo y de Antonio Mantegazza, en una visión clasizante heroica que le es propia. La iconografía también enfatiza la continuidad política con el régimen anterior de los Visconti. Este fresco revela el uso de stanieri, los “extranjeros”, para formar artistas locales en sus especialidades, esta colaboración parece ser la mejor manera de aprender. Bramante de Urbino, conocido por su dominio de la perspectiva y su talento como ilusionista, colaboró aquí con el maestro local Bramantino. En su primer encargo milanés en 1483 para la hermandad de la Inmaculada Concepción, Leonardo da Vinci también se vio obligado por contrato a trabajar con los hermanos Evangelista y Giovanni Ambrogio de Predis, el pintor de la corte de Ludovico.

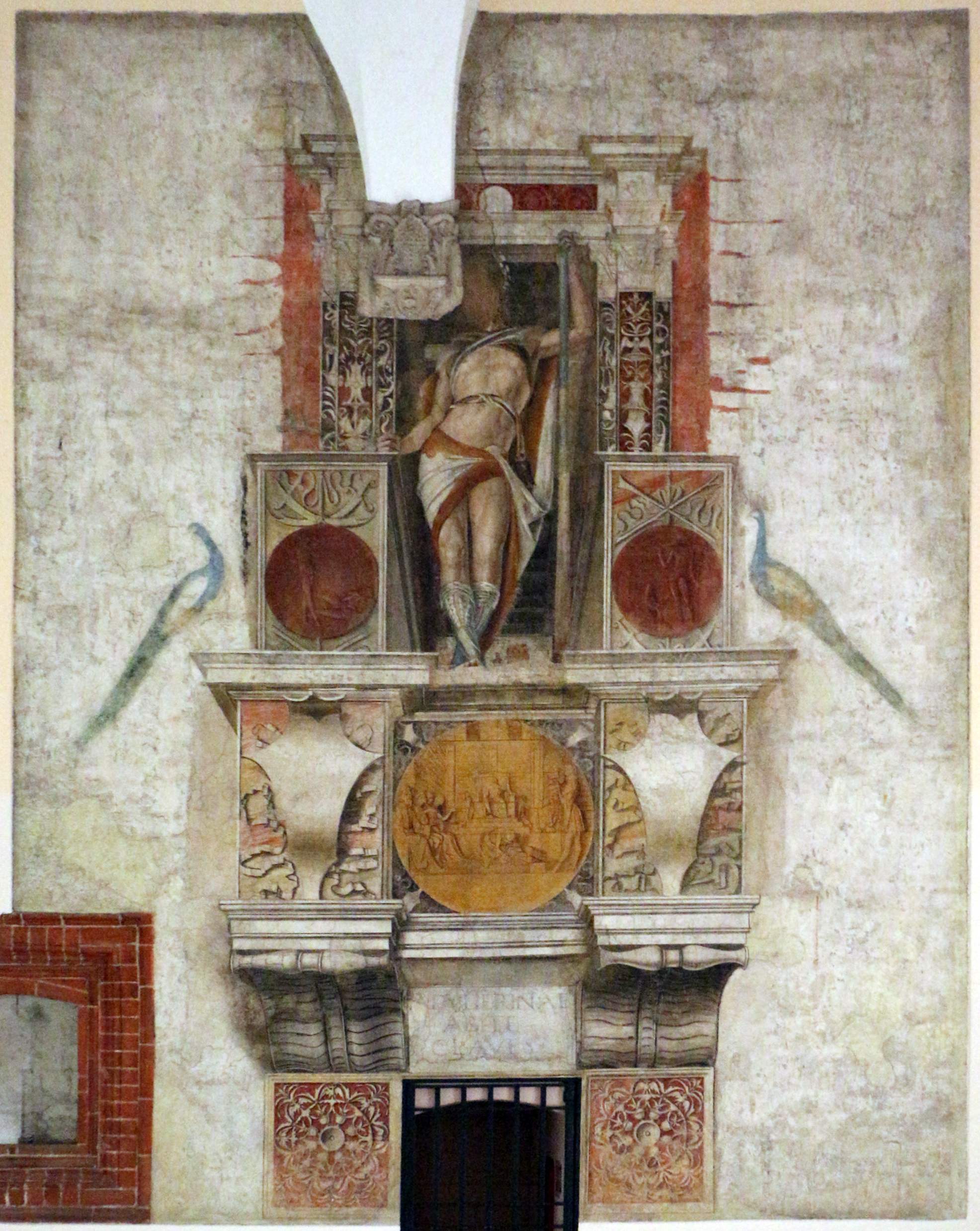
Bramante y Bramantino, Argos, Sala del Tesoro del Castillo Sforza.

#### Primera estancia de Leonardo da Vinci

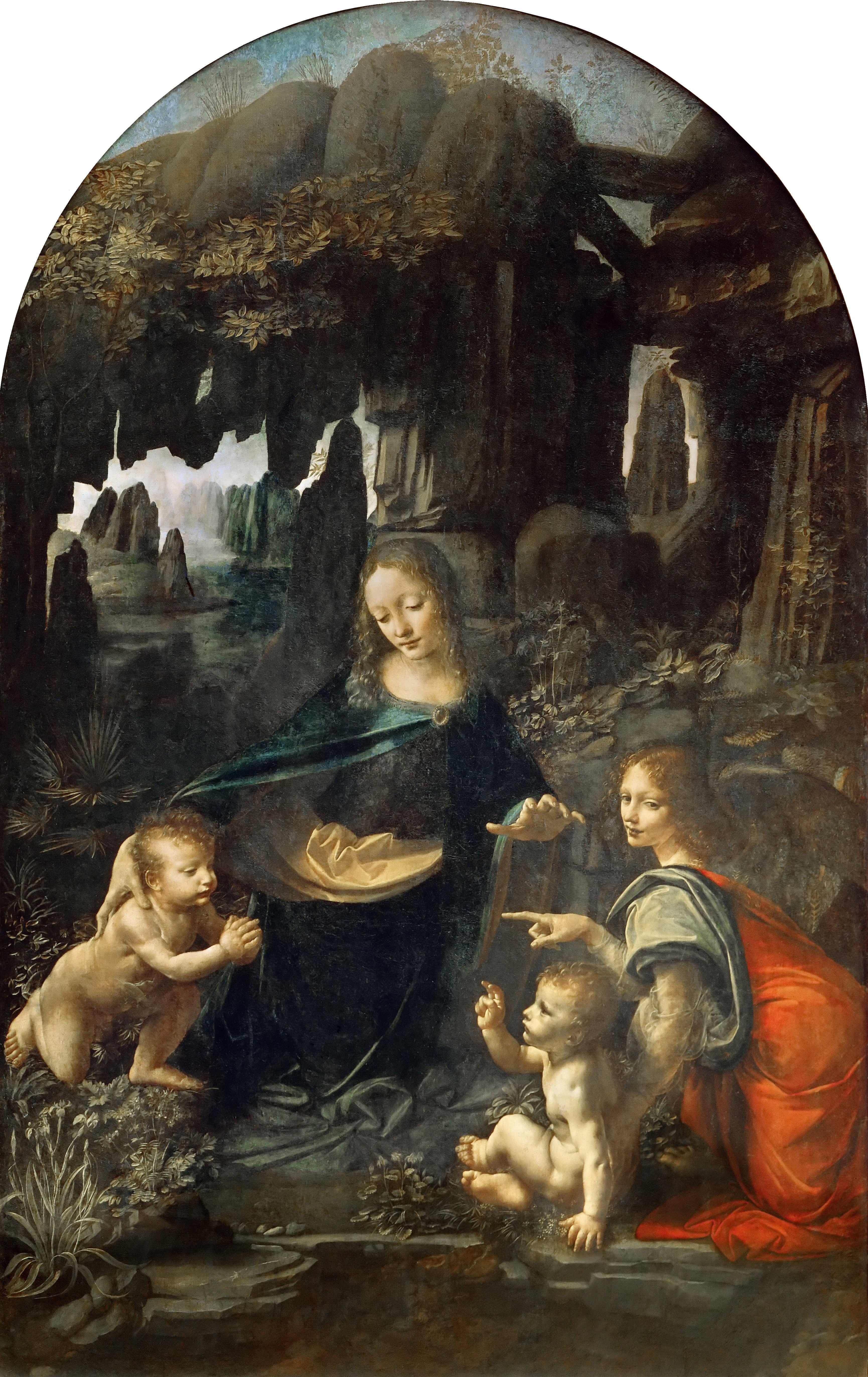
Leonardo, Virgen de las rocas, primera versión (1483-1486)

Al igual que Bramante, Leonardo da Vinci se sintió atraído por Lombardía y las oportunidades de empleo que ofrecía la política de expansión energética impulsada por los Sforza cuyo patrocinio estaba informado por las matemáticas, la arquitectura y la ciencia. En una célebre carta de autopresentación fechada en 1482, el artista enumeró sus habilidades en diez puntos, que iban desde la ingeniería militar y civil, hasta la hidráulica, la música y el arte (último citado, para ejercer «en tiempos de paz»).
En un primer momento, Leonardo no tuvo ninguna respuesta a sus ofertas al duque. Se dedicó a la profundización de sus inquietudes científicas, muchos códices datan de este período y recibió un primer encargo importante de una cofradía que, en 1483, le pidió, junto con los hermanos De Predis que lo acogieron, un tríptico para exhibir en su altar en la ahora destruida iglesia de San Francesco Grande. Leonardo pintó el panel central, la Virgen de las Rocas, una obra de gran originalidad en la que las figuras están dispuestas en forma de pirámide, con una marcada monumentalidad y un movimiento circular de miradas y gestos. La escena se desarrolla en una cueva umbría, con la luz que se filtra por las aberturas de las rocas, en variaciones muy sutiles de los planos de claroscuro, entre reflejos y sombras coloreadas, capaces de generar una impresión de aglutinante atmosférico que elimina el efecto plástico de aislamiento. de los personajes.
Entrando finalmente en el círculo de los Sforza, Leonardo estuvo mucho tiempo involucrado en la construcción de un coloso ecuestre, que nunca vio la luz del día y que estaba destinado a conmemorar al fundador de la dinastía, el gran condotiero Francesco Sforza. Sus primeros dibujos relacionados con el proyecto datan de 1485-1486. La estatua prevista por Ludovico debía tener más de siete metros de altura y pesar más de setenta toneladas. En abril de 1489, Leonardo replanteó su proyecto tomando como punto de partida el antiguo monumento ecuestre de Pavía, atraído por la sensación de movimiento que de él se desprendía, con un trote que otorgaba al animal una gran libertad. Ejecutó un colosal modelo de arcilla que se encontraba en el estudio del artista en noviembre de 1493 durante el matrimonio de la sobrina de Ludovico con el emperador Maximiliano. Los moldes estaban listos, se hizo un foso especial para la fundición y el modelo se embaló para el transporte. Un año más tarde, el bronce asignado a Leonardo para fundir el monumento fue entregado al duque Ercole d'Este que lo necesitaba para fabricar cañones y el proyecto fue abandonado.
Leonardo ejecutó una serie de retratos por encargo de la corte milanesa, siendo el más famoso La dama del armiño (1488-1490). Se trata ciertamente del retrato de la favorita del Moro, Cecilia Gallerani, cuya imagen, golpeada por la luz directa, emerge del fondo oscuro, realizando un movimiento en espiral con el busto y la cabeza, que resalta la gracia de la joven y rompe definitivamente con el marco rígido de los retratos «humanistas» del siglo XV.

#### Refectorio de Santa Maria delle Grazie

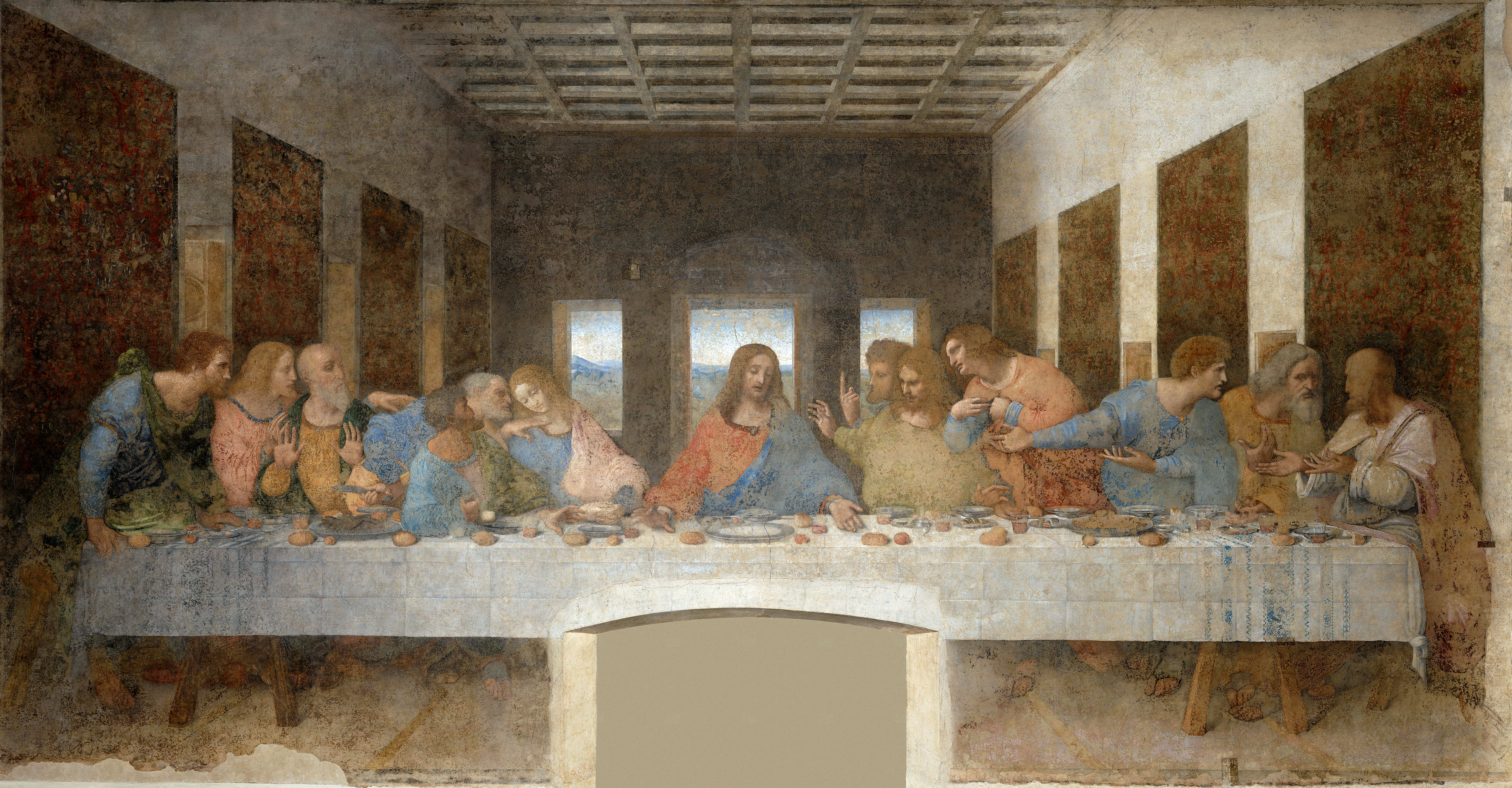
Leonardo da Vinci, La Última Cena (1494-1497)

La decoración del refectorio de Santa Maria della Grazie es reveladora de la naturaleza de la colaboración establecida entre el patrocinio ducal y eclesiástico. Si bien los dominicos encargaron las obras, intervinó el duque porque la orden gozaba de su apoyo. La decoración del refectorio fue encomendada a Leonardo da Vinci y a Giovanni Donato Montorfano, pintor lombardo, marcando así la división habitual entre los encargos concedidos a los stanieri y a los artistas locales.
En 1494, Ludovico el Moro encargó a Leonardo da Vinci que decorara una de las paredes del refectorio, donde este último pintó La Última Cena en 1498. Al igual que en la Adoración de los Magos realizada en Florencia, el artista exploró la profundidad del significado del episodio del Evangelio, estudiando las reacciones y los «movimientos del alma» ante el anuncio de la traición de Cristo por parte de uno de los apóstoles. Las emociones se esparcen violentamente entre estos, de un extremo a otro de la escena, desbordando las tradicionales alineaciones simétricas de las figuras agrupándolas de tres en tres, con el Cristo aislado en el centro (tanto soledad física como psíquica), acentuándose el efecto por el encuadre de las aberturas luminosas en el fondo y por la caja de perspectiva. La obra de Leonardo combina la monumentalidad y la narración psicológica con el gusto de la corte por la decoración vegetal, la perspectiva ilusionista y los símbolos heráldicos. Estos últimos elementos aparecen en los tres lunetos en trompe l'œil sobre la escena bíblica. El espacio real y el espacio pintado aparecen vinculados de manera ilusionista gracias al uso de una luz similar a la de la sala real, involucrando así al espectador, con un procedimiento similar al que experimentaba Bramante en arquitectura al mismo tiempo.. Leonardo da Vinci también utilizó un principio similar, el de la anulación de los muros, en la decoración de la Sala delle Asse del castillo Sforza, recubierta de un entrelazamiento de motivos arbóreos.
El papel de Ludovico en este logro va mucho más allá de la mera asistencia financiera. Tiene un profundo respeto por el prior Vincenzo Bandello con quien cenaba en el refectorio dos veces por semana. Bandello fue el principal teólogo de la corte e imaginó los complejos programas iconográficos para el refectorio de la iglesia. Decidió con Ludovico sobre la forma simbólica del gran coro de Bramante. Su programa para la decoración interior de la tribuna, con su espacio celeste y sus querubines con los emblemas de los Visconti y de los Sforza, testimonia el gusto por el simbolismo esotérico que compartía con el duque.
Las figuras de Beatriz y de Ludovico en el Calvario de Montorfano, en el muro frente a La Última Cena, revelan el constante equilibrio entre exigencias teológicas y profanas.

### Escultura

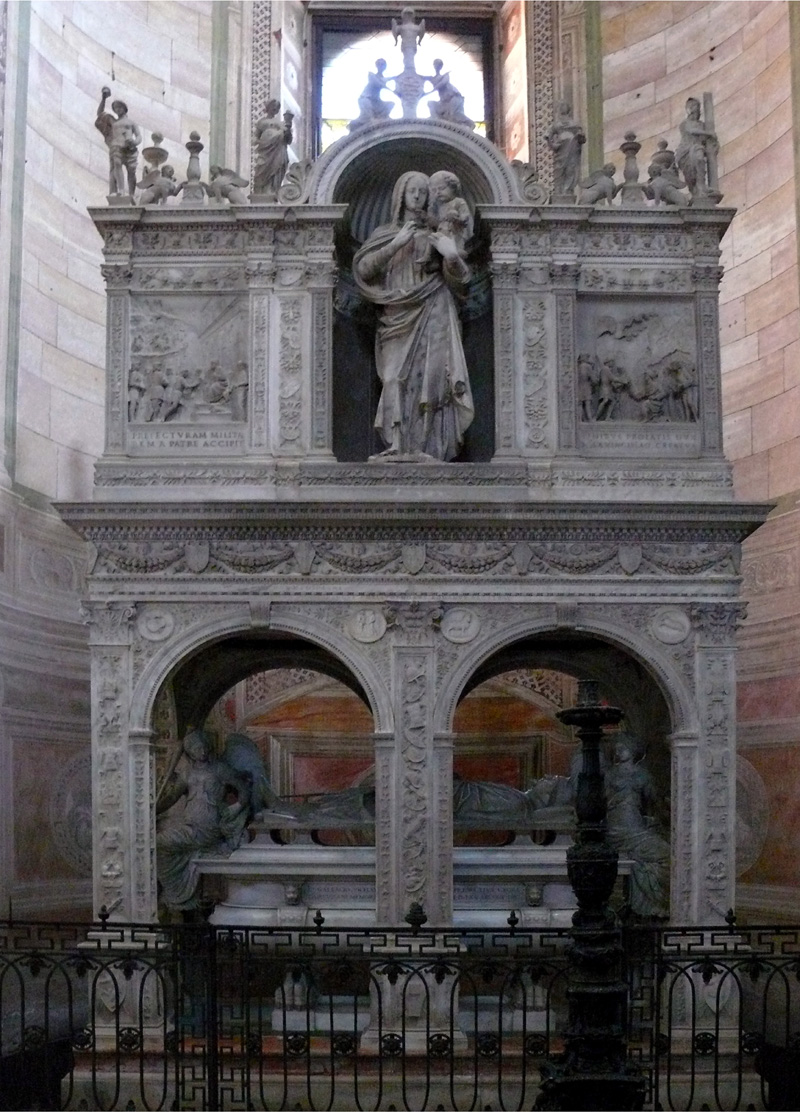
Gian Cristoforo Romano, Tumba de Gian Galeazzo Visconti

La tumba monumental de Gian Galeazzo Visconti en la cartuja de Pavía fue confiada a Giovanni Cristoforo Romano, escultor y humanista romano que llegó a Milán alrededor de 1490. Anteriormente había trabajado en Urbino, luego en Ferrara, donde formó parte del séquito de Beatriz de Este.

## Primera mitad delsigloXVI
La caída de Ludovico Sforza provocó una interrupción súbita de todos los encargos artísticos. Leonardo da Vinci partió a Florencia, Bramante y Cristoforo Solari a Roma. Una gran parte de las obras maestras recopiladas por Ludovico el Moro se dispersaron después de 1499. Pese a todo, la recuperación fue rápida y el ambiente en Milán y en los territorios conquistados siguió siendo muy animado. El episodio clave fue el regreso de Leonardo da Vinci en 1507, que permaneció en Milán hasta 1513.
Las intervenciones, realizadas entre 1515 y 1521, en el interior del castillo de Mirabello fueron ajenas a la tradición y al gusto lombardo. De hecho, la estructura, que data del período Sforza, fue reelaborada allí insertando, únicos en Lombardía, elementos de gusto francés, como ventanas rectangulares perfiladas en piedra o grandes chimeneas de piedra de estilo gótico tardío. Los interiores también fueron pintados al fresco (la mayoría de ellos todavía están ocultos bajo varias capas de yeso).
Hasta la batalla de Pavía de 1525, la situación política en el territorio del Ducado de Milán permaneció incierta, con numerosos enfrentamientos armados, tras los cuales se declaró la dominación española.

### Segunda estancia de Leonardo da Vinci
El gobernador francés de Milán, Charles d'Amboise, instó a Leonardo da Vinci a entrar al servicio de Luis XII ya en 1506. Al año siguiente, el rey lo solicitó específicamente. Leonardo aceptó volver a Milán en julio de 1508. La segunda estancia en Milán fue un período intenso. Pintó La Virgen, el Niño Jesús y Santa Ana en colaboración con Giovanni Ambrogio de Predis, la segunda versión de la Virgen de las rocas y trata de problemas geológicos, de planificación hidrográfica y urbana. También proporcionó un proyecto para una estatua ecuestre en honor a Jacques de Trivulce, arquitecto de la conquista francesa de la ciudad.

### Losleonardeschi
[Archivo:Bernardino_Luini,_madonna_del_roseto.jpg|thumb| Bernardino Luini, Vierge à la roseraie, hoy en Brera]]

[
Los ejemplos producidos por Leonardo da Vinci fueron recopilados y reproducidos por un gran número de estudiantes, los llamados leonardeschi, incluidos Giovanni Antonio Boltraffio, Andrea Solari, Cesare da Sesto y Bernardino Luini. Así, a principios de siglo, se asistió a una uniformidad de gusto en el Ducado ligada al estilo de Leonardo.
El límite de estos artistas fue la cristalización del estilo del maestro, sin jamás igualarlo ni proponerse superarlo. El mérito más importante de estos pintores fue probablemente el de difundir a través de sus viajes el estilo innovador de Leonardo, especialmente en regiones fuera de su paso, como Giovanni Agostino da Lodi en Venecia o Cesare da Sesto en el sur de Italia y en Roma.
El más conocido del grupo fue Bernardino Luini, quien sin embargo se adhirió al ejemplo de Leonardo solo en ciertas obras, en particular las realizadas sobre madera: la Sagrada Familia de la Pinacoteca Ambrosiana, calcada de La Virgen, el Niño Jesús y Santa Ana, es un ejemplo de ello. En la década de 1530, su contacto con las obras venecianas y su maduración personal le permitieron obtener resultados significativos en ciclos de frescos de agradable vena narrativa, como en la iglesia de San Maurizio al Monastero Maggiore de Milán, en el santuario de la Beata Vergine dei Miracoli en Saronno, y en la iglesia de Santa Maria degli Angeli en Lugano. El ciclo humanista en Villa Rabia alla Pelucca cerca de Monza (ahora en la Pinacoteca di Brera) también es igualmente interesante.

### Bramantino

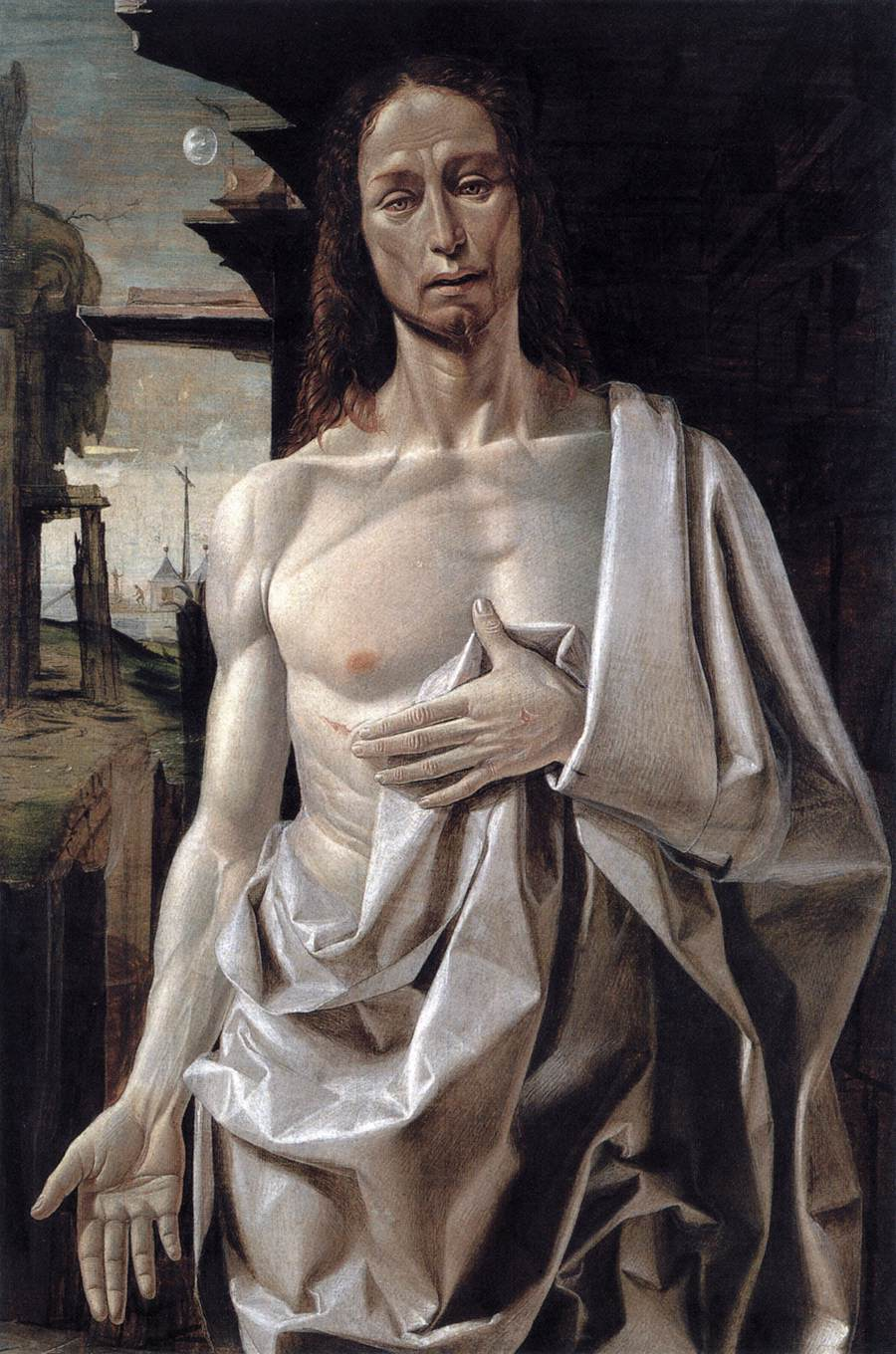
Bramantino, el Cristo de los Dolores

La única excepción notable al estilo dominante de Leonardo fue Bartolomeo Suardi, conocido como el Bramantino desde su formación en la escuela de Bramante. Sus obras fueron monumentales y de gran austeridad, con una simplificación geométrica de formas, colores fríos, signos gráficos y una entonación patética de sentimientos.
En el cambio de siglo, sus obras mostraban un sólido acercamiento a la perspectiva, para luego pasar a temas más explícitamente devocionales, como el Cristo del dolor del Museo Thyssen-Bornemisza. Favorecido por el mariscal Gian Giacomo Trivulzio, gobernador de Milán, alcanzó el apogeo de su fama en 1508, cuando fue llamado por Julio II para decorar las «Estancias del Vaticano», aunque sus obras pronto fueron destruidas para dar paso a aquellas de Rafael.
En Roma, desarrolló un gusto por las escenas enmarcadas por arquitecturas como en la Crucifixión de Brera o la Madonna delle Torri conservada en la Pinacoteca Ambrosiana, obras que siguen a su regreso de la Ciudad Eterna. Adquirió entonces gran prestigio con la creación de los cartones para el ciclo de tapices de los «meses», encargado por Trivulzio y ejecutado entre 1504 y 1509 por la fábrica de Vigevano, primer ejemplo de un ciclo de tapices producidos en Italia sin recurrir a artesanos flamencos..A principios de la década de 1520, su estilo experimentó un nuevo desarrollo en contacto con Gaudenzio Ferrari, lo que le llevó a acentuar el realismo, como puede verse en el paisaje de la Huida a Egipto del santuario de la Madonna del Sasso en Orselina, cerca de Locarno (1520-1522).

### Gaudenzio Ferrari

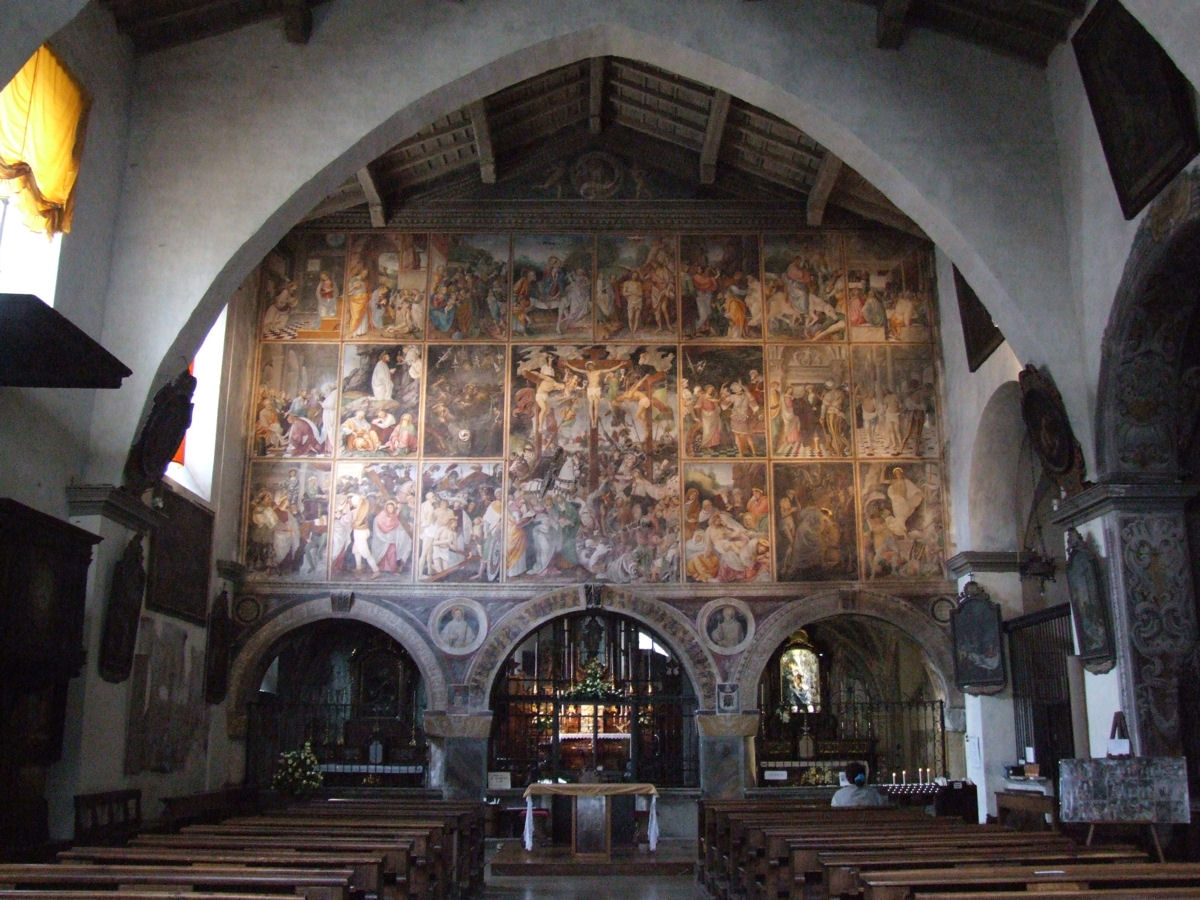
El «muro gaudenziano» de la iglesia de Santa Maria delle Grazie de Varallo

Gaudenzio Ferrari, probable compañero de Bramantino en Roma, fue el otro gran protagonista de la escena lombarda a principios del siglo XVI. Su formación se basaba en el ejemplo de los maestros lombardos de finales del siglo XV (Vincenzo Foppa, Zenale, Bramante y sobre todo Leonardo da Vinci), pero también se apropió de los estilos de Perugino, de Rafael (de la época de la Cámara de la Firma) y de Dürer a quien conoció a través de sus grabados.
Todas estas referencias se pueden encontrar en obras como los frescos de las Historias de Cristo en el gran muro transversal de la iglesia de Santa Maria delle Grazie en Varallo (1513), cuyo éxito aseguró más tarde su compromiso, como pintor y escultor, en el conjunto en construcción del Sacro Monte, donde trabajó asiduamente desde alrededor de 1517 hasta 1528.
Posteriormente, en los años 1530, trabajó en Vercelli, Historias de la Virgen y Historias de la Magdalena en la Iglesia de San Cristoforo) y en Saronno Gloria de los ángeles músicos en la cúpula del santuario de la Beata Vergine dei Miracoli. Su carrera terminó en Milán.

### Bérgamo y Brescia
En las primeras décadas del siglo XVI, las ciudades fronterizas de Bérgamo y Brescia se beneficiaron de un importante desarrollo artístico, primero bajo el impulso de pintores extranjeros, en particular venecianos, luego de maestros locales de primera importancia. Última avanzada de los territorios de la Serenissima para la primera, territorio sujeto alternativamente a Milán o Venecia la segunda, ambas ciudades comparten su proximidad y ciertas características en el campo artístico.
El Renacimiento en estas regiones floreció a mediados de la segunda década del siglo XVI, con la estancia de artistas como Vincenzo Foppa, que voluntariamente se distanciaron del «leonardismo» dominante de Milán. Un salto cualitativo tuvo lugar en Bérgamo cuando Gaudenzio Ferrari y especialmente Lorenzo Lotto (desde 1513) se instalaron allí. Este último, apoyado por un cliente culto y adinerado, desarrolló una interpretación propia, desligada del lenguaje dominante en los centros más importantes de la península, caracterizando sus obras con una paleta muy brillante, una libertad compositiva a veces sin escrúpulos y la tensión psicológica del carácter. de sus personajes. Además de los grandiosos retablos como el de Martinengo o el de San Bernardino, y de ciclos de frescos ricos en innovaciones iconográficas como el del Oratorio Suardi en Trescore, estuvo principalmente ocupado hasta su partida en 1526 con el proyecto de las incrustaciones del coro de Santa Maria Maggiore.
En Brescia, la llegada del políptico Averoldi de Tiziano en 1522 «marcó la pauta» para un grupo de pintores locales, casi de la misma edad, que, fusionando sus raíces culturales lombardas y venecianas, obtuvieron resultados de gran originalidad: Romanino, Moretto y Savoldo.

## Segunda mitad delsigloXVI
La segunda mitad del siglo estuvo dominada por la figura de Carlos Borromeo y por la Contrarreforma. En 1564, el arzobispo llamó las «Instrucciones» sobre la arquitectura y el arte y encontró en Pellegrino Tibaldi al mejor intérprete de sus directivas.
Giovanni Paolo Lomazzo fue una figura clave a finales del siglo XVI en Lombardía, primero como pintor y luego, tras su ceguera, como autor de tratados. Su obra, que exaltaba la tradición local, apareció como una respuesta al «centrismo toscano» de Vasari y llamó la atención sobre expresiones del arte y los temas inusuales.
En 1550, el gobierno español se comprometió nuevamente a destruir las casas situadas cerca del Castello de Milán para establecer allí un campo de tiro. Este espacio, completamente alejado del tejido urbano, estaba ocupado por baluartes fortificados que avanzaban hacia la ciudad. El Castello volvió entonces a su función militar original.